# Olympische Geschichte Südafrikas
| Gelbes Symbol für Goldmedaillen mit stilisierten Olympischen Ringen | Graues Symbol für Silbermedaillen mit stilisierten Olympischen Ringen | Braundes Symbol für Bronzemedaillen mit stilisierten Olympischen Ringen |
| ------------------------------------------------------------------- | --------------------------------------------------------------------- | ----------------------------------------------------------------------- |
| 28                                                                  | 36                                                                    | 31                                                                      |

Südafrikas NOK, das South Africa Sports Confederation and Olympic Committee, wurde 1991 gegründet und im gleichen Jahr vom IOC anerkannt. Vorherige Körperschaft war die South African Olympic and Empire Games Association bzw. ihr Nachfolger, die South African Olympic and Commonwealth Association. Als britische Kolonie nahm Südafrika an den Olympischen Spielen 1904 teil. Seit diesem Zeitpunkt wurden südafrikanische Athleten zu allen Sommerspielen bis 1960 geschickt, ebenso zu den Winterspielen 1960. Wegen seiner Apartheidspolitik wurde Südafrika 1962 von den Olympischen Spielen ausgeschlossen. Nach Beendigung des Apartheidsystems 1991 wurde das Land wieder aufgenommen und nimmt seit 1992 wieder an Olympischen Spielen teil.

## Übersicht

### Sommerspiele

#### 1904 bis 1912
Das olympische Debüt Südafrikas fand bei den Spielen 1904 in St. Louis statt. Acht Athleten traten in der Leichtathletik und im Tauziehen an. Erste Olympioniken waren die Marathonläufer Len Taunyane, Jan Mashiani und Robert (Bertie) Harris, die am 30. August 1904 am Marathonlauf teilnahmen. Taunyane und Mashiani kamen als 9. bzw. 12. ins Ziel, während Harris das Rennen abbrach. In London 1908 nahmen erstmals südafrikanische Radrennfahrer, Fechter und Tennisspieler teil. In London gab es die ersten Medaillengewinner für Südafrika. Erster Medaillengewinner und gleichzeitig Olympiasieger wurde am 22. Juli 1908 der 100-Meter-Sprinter Reggie Walker. Zwei Tage später gewann Charles Hefferon Silber im Marathonlauf. Im Lauf über 5 Meilen belegte er zudem Rang 4. Im Tennis erreichten im Einzel John Richardson sowie das Doppel Victor Gauntlett/Harold Kitson das Halbfinale und unterlagen im Spiel um Bronze.
1912 in Stockholm trat man unter dem Namen Südafrikanische Union an. Der Name wurde bis 1960 beibehalten. In Stockholm nahmen erstmals Sportschützen und Schwimmer des Landes teil. Im Tennis konnte Südafrika drei Medaillen gewinnen. Das Doppel Harold Kitson/Charles Winslow gewannen das Finale mit 3:1 Sätzen gegen die Österreicher Fritz Felix Pipes/Arthur Zborzil. Im Einzelfinale schlug Winslow seinen Doppelpartner Kitson mit 3:1 Sätzen. Im Radsport gewann Rudolph Lewis das Straßenrennen, im Marathonlauf gewann Ken McArthur vor seinem Landsmann Christopher Gitsham. Im 100-Meter-Lauf erreichte George Patching Platz 4.

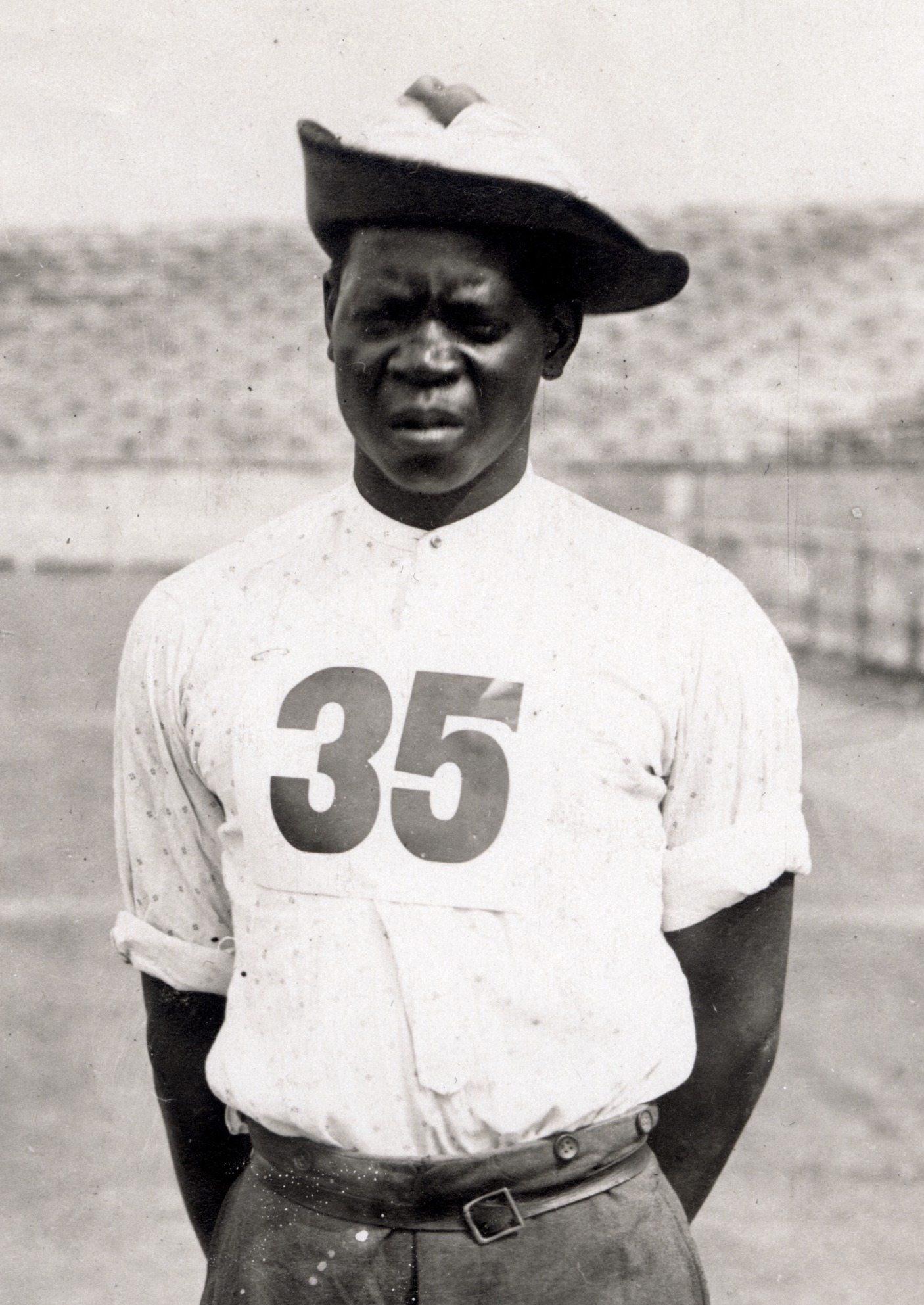
Len Taunyane, zusammen mit Jan Mashiani einer der ersten Olympioniken Südafrikas bei den Spielen 1904
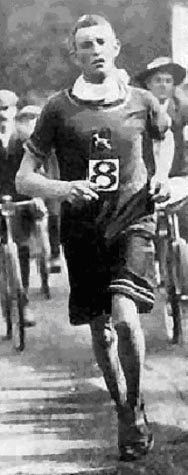
Silber für Charles Hefferon im olympischen Marathon von London 1908
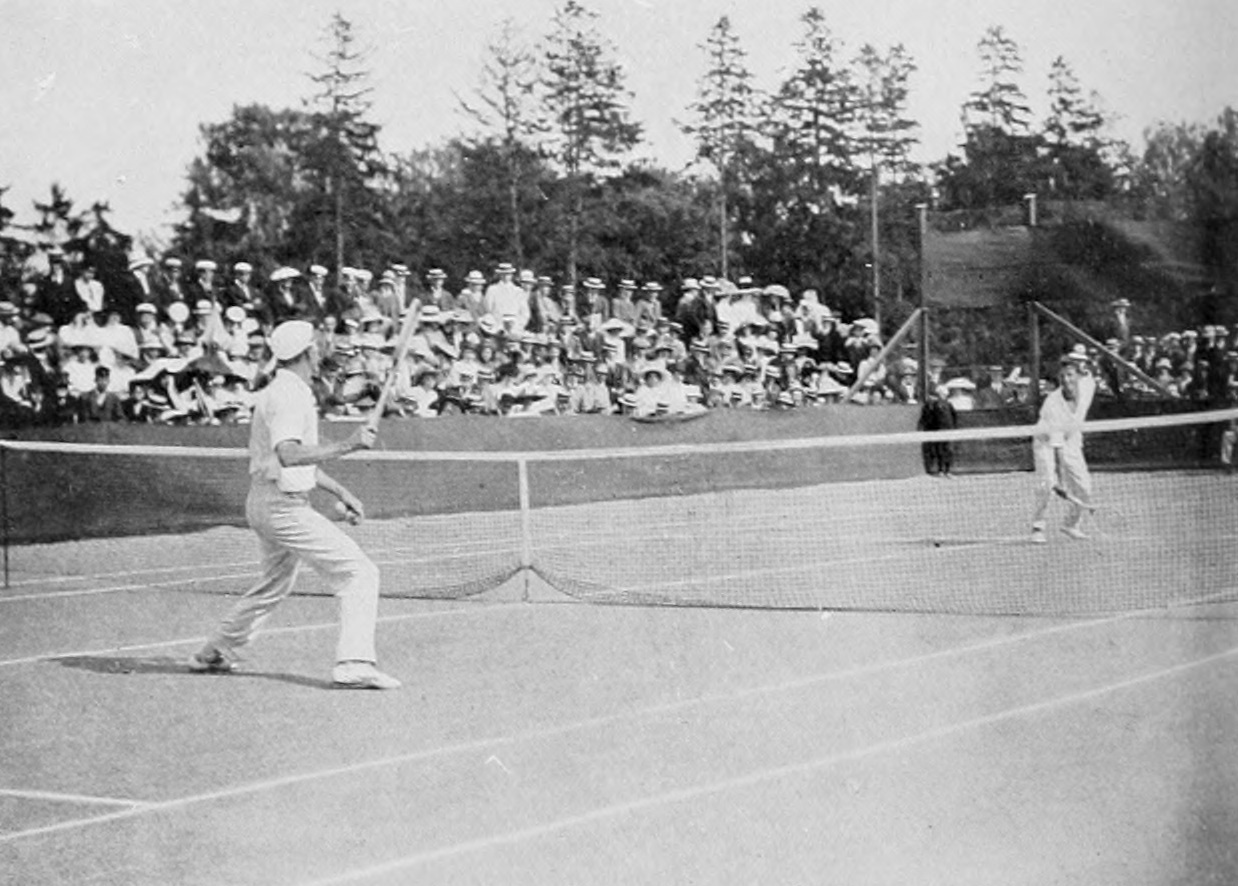
Finale im Herren-Einzel 1912: Charles Winslow (l.) schlägt Harold Kitson (r.)
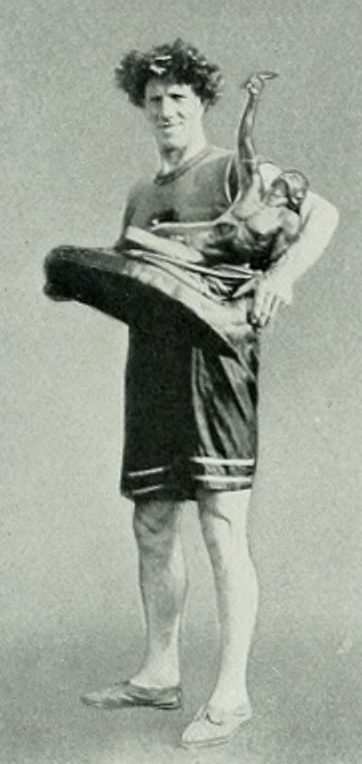
Ken McArthur, Sieger im Marathonlauf 1912, nach der Siegerehrung
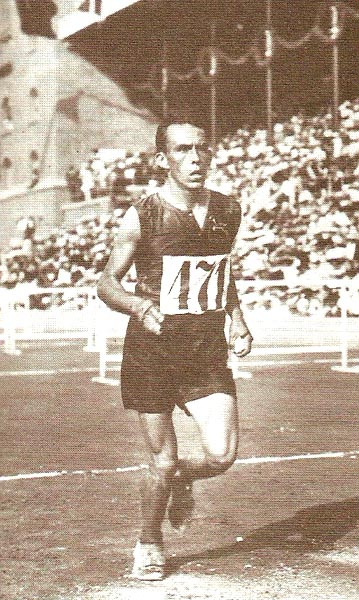
Marathon-Silber 1912 für Christopher Gitsham
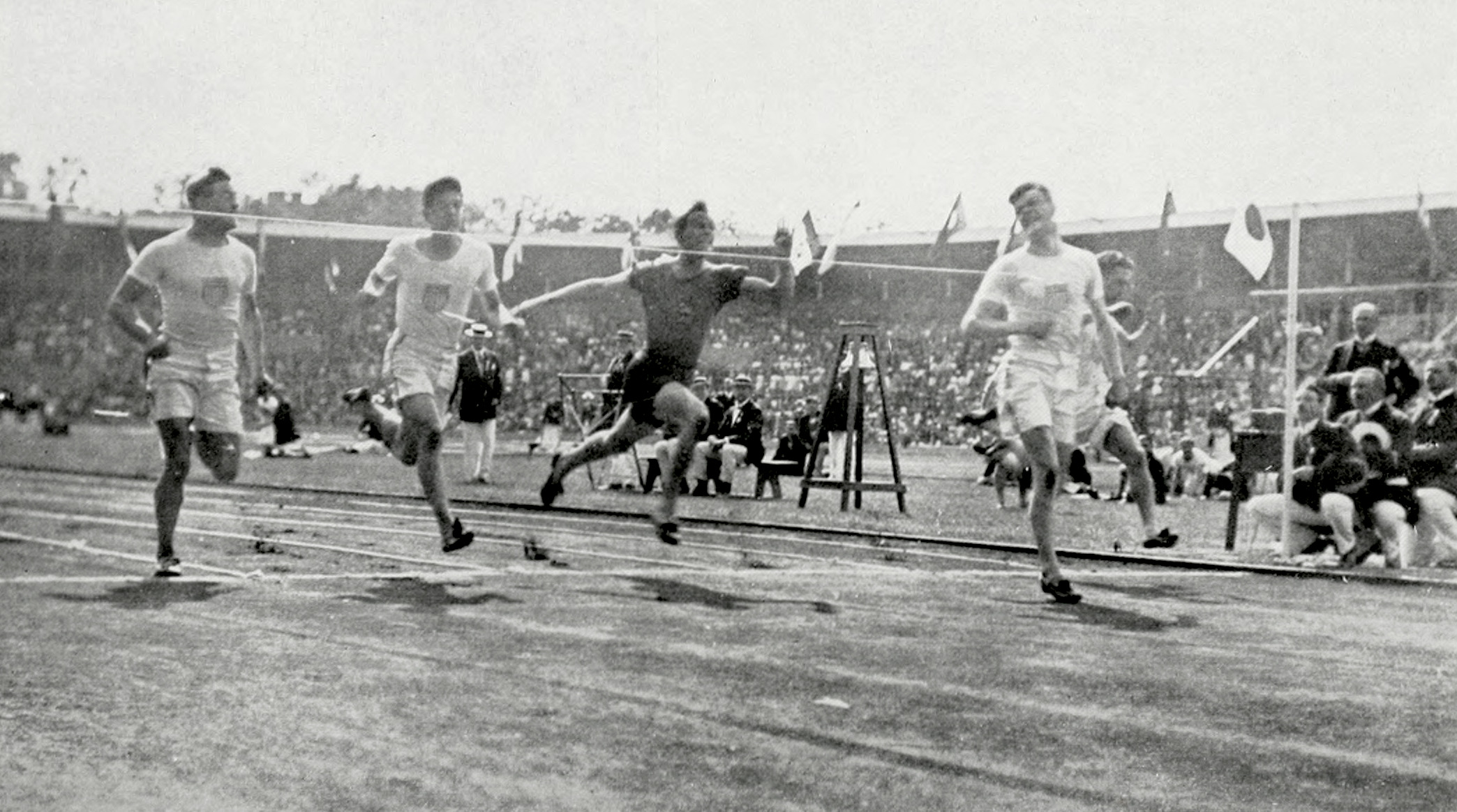
Zieleinlauf im 100-Meter-Finale 1912: George Patching (3. v. l.) wird Vierter
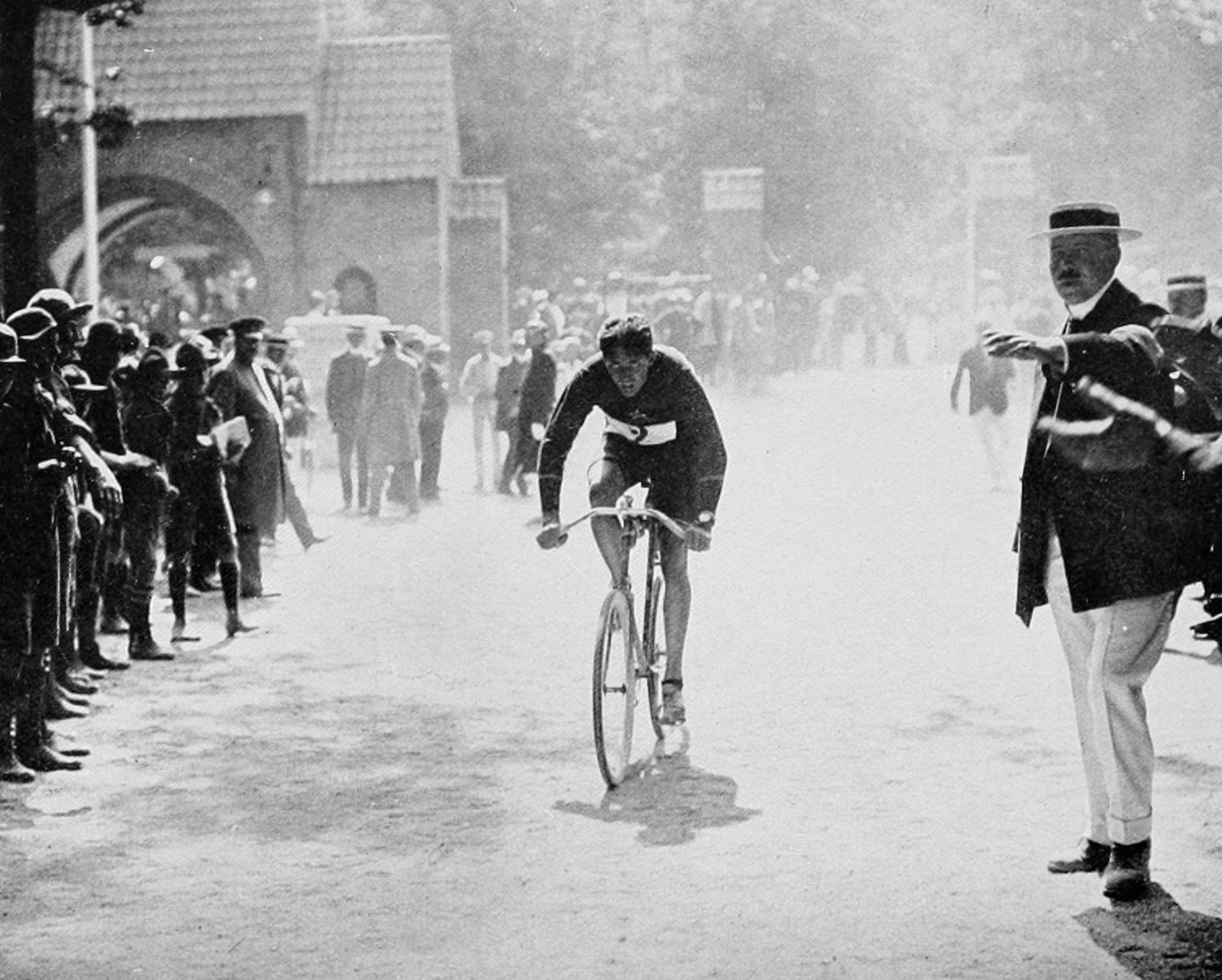
Szene aus dem Rennen von Stockholm: Rudolph Lewis wird Olympiasieger

#### 1920 bis 1936
Die Spiele von Antwerpen 1920 wurden mit zehn gewonnenen Medaillen zur erfolgreichsten Teilnahme Südafrikas bei Olympischen Spielen überhaupt. Außerdem ging mit der Schwimmerin Barbara Nash zum ersten Mal eine Frau aus Südafrika bei Olympischen Spielen an den Start. Neben Ringern traten erstmals Boxer aus Südafrika an. Der Bantamgewichtler Clarence Walker wurde Olympiasieger. In der Leichtathletik siegte Bevil Rudd im 400-Meter-Lauf. Rudd war auch Mitglied der 400-Meter-Staffel, die Silber holte. Neben Rudd liefen Henry Dafel, Clarence Oldfield und Jack Oosterlaak. Außerdem gewann Rudd Bronze über 800 Meter. Louis Raymond wurde Olympiasieger Tennis-Einzel. Der Sieger von 1912, George Winslow, gewann Bronze. Im Radsport gewann Henry Kaltenbrunn Silber im Straßenrennen und, zusammen mit Hendrik Goosen, James Walker und William Smith, Bronze in der Mannschaftsverfolgung. Smith und Walker gewannen außerdem Silber im Tandemrennen. Eine weitere Silbermedaille gewannen die Schützen der Mannschaft mit dem Militärgewehr über 600 Meter (Robert Bodley, Frederick Morgan, George Harvey, Ferdinand Buchanan und David Smith).
In Paris 1924 nahmen erstmals Segler teil. Der Boxer William Smith wurde Olympiasieger im Bantamgewicht. Sidney Atkinson gewann Silber über 110 Meter Hürden, Cecil McMaster Bronze im 10.000-Meter-Gehen. Atkinson konnte 1928 in Amsterdam seine Silbermedaille vergolden, während die Hochspringerin Marjorie Clark Platz 5 erreichte. Der Boxer Harry Isaacs gewann im Bantamgewicht Bronze. Seine Teamkollegen Bechus Lebanon im Fliegengewicht und Don McCorkindale im Halbschwergewicht verloren ihre Kämpfe um die Bronzemedaille. Mit ihrer Bronzemedaille in der 100-Meter-Freistilstaffel wurden Kathleen Russell, Rhoda Rennie, Mary Bedford und Frederika van der Goes die ersten südafrikanischen Frauen, die eine olympische Medaille gewinnen konnten. In Amsterdam nahm erstmals ein südafrikanischer Ruderer teil.
Fünf Medaillen gewannen südafrikanische Sportler in 1932 in Los Angeles. Die Boxer Lawrence Stevens im Leichtgewicht und David Carstens im Halbschwergewicht wurden Olympiasieger. Zudem gewann Ernest Peirce Bronze im Mittelgewicht. Zwei weitere Bronzemedaillen wurden von Frauen gewonnen. Marjorie Clark wurde Dritte im 80-Meter-Hürdenlauf, die Schwimmerin Jenny Maakal über 400 Meter Freistil.
Die Teilnahme an den Spielen von Berlin 1936 wurde mit einer gewonnenen Silbermedaille zu einer Enttäuschung für die südafrikanische Delegation. Charles Catterall gewann die einzige Medaille Südafrikas im Federgewichts-Boxen. Sein Teamkamerad Robey Leibbrandt verlor seinen Kampf um die Bronzemedaille im Halbschwergewicht.

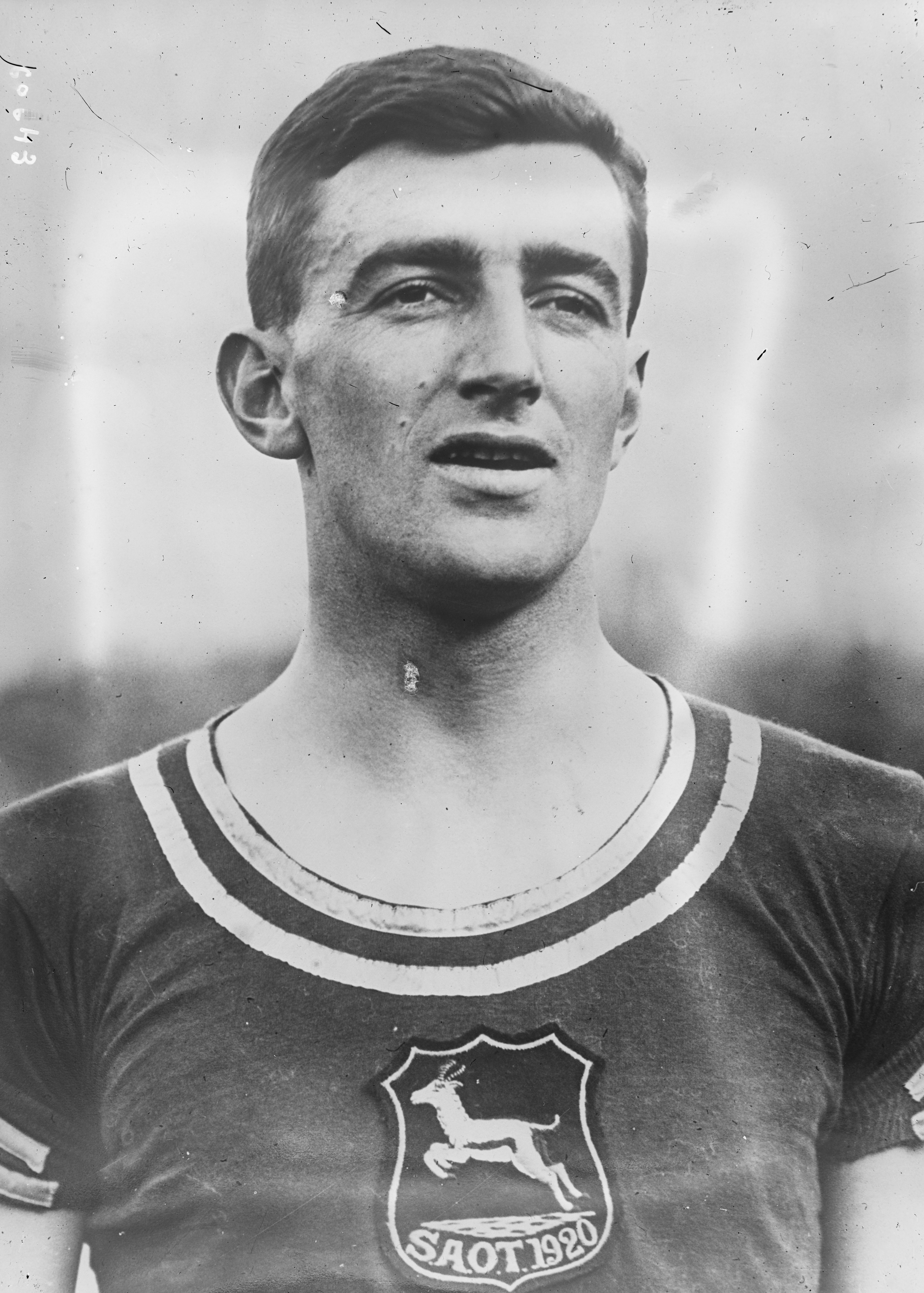
Bevil Rudd, Olympiasieger 1920 über 400 Meter
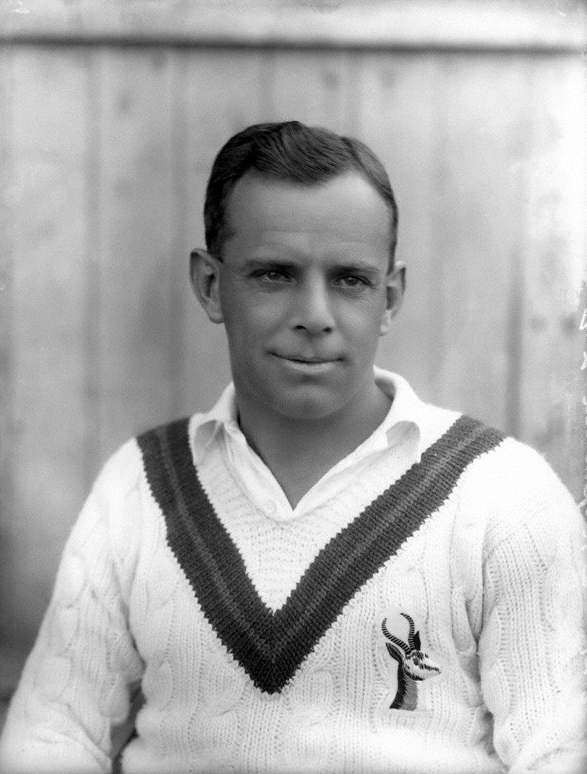
Tennisolympiasieger im Einzel 1920: Louis Raymond
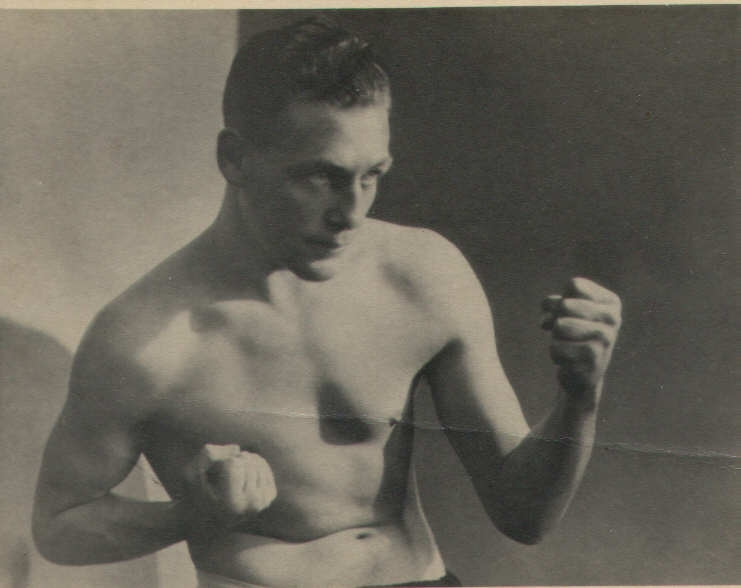
William Smith, Boxolympiasieger von 1924 im Bantamgewicht
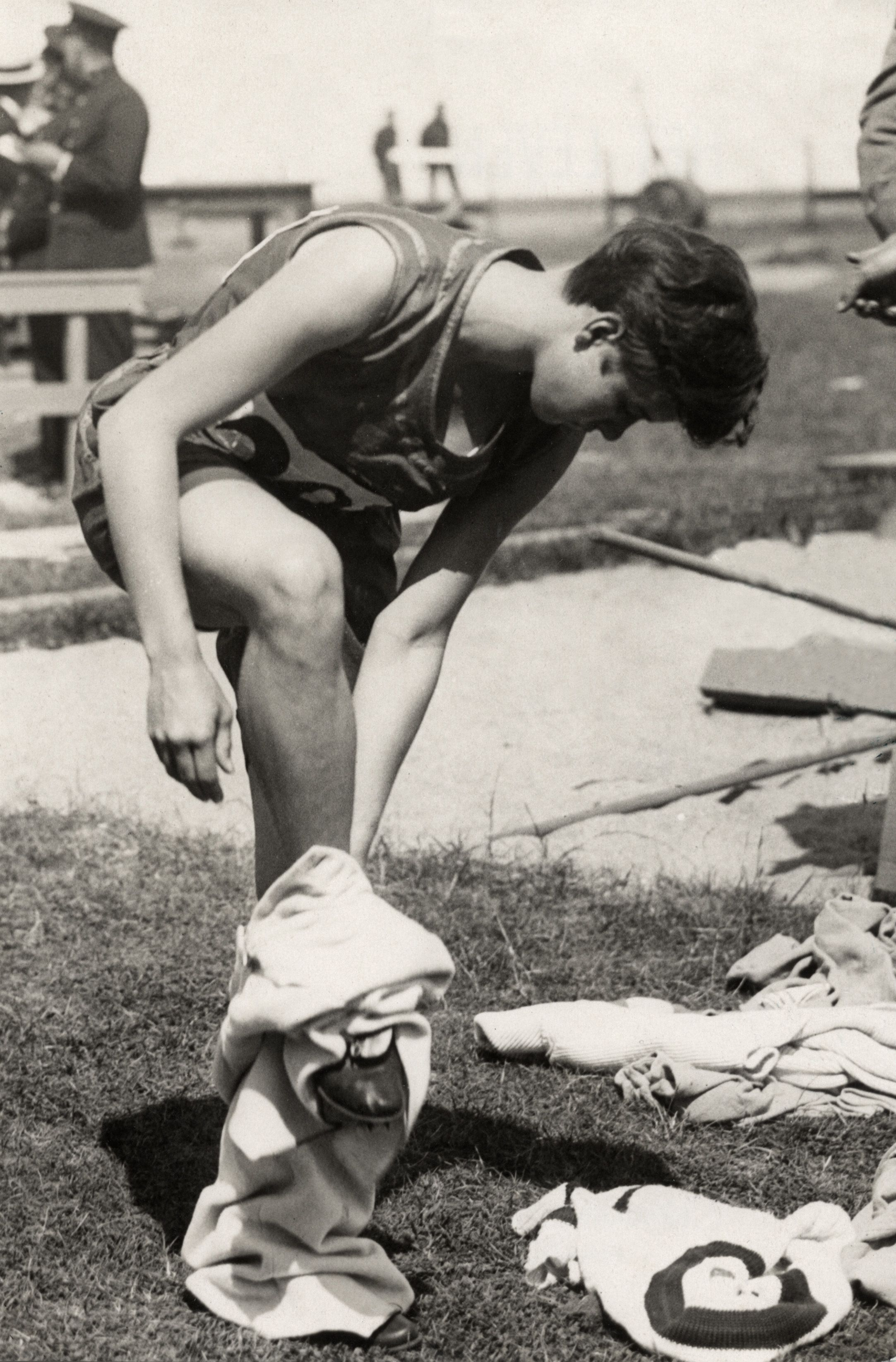
Platz 5 im Hochsprung 1928 sowie Bronze über 80 Meter Hürden 1932 für Marjorie Clark

#### 1948 bis 1960
Nach dem Ende des Zweiten Weltkrieges nahm die Südafrikanische Union an den Spielen von London 1948 teil. Erstmals gingen Gewichtheber und Wasserspringer an den Start. Die Boxriege konnte vier Medaillen erkämpfen. Gerald Dreyer wurde Olympiasieger im Leichtgewicht, George Hunter im Halbschwergewicht. Dennis Shepherd gewann Silber im Federgewicht, John Arthur Bronze im Schwergewicht. In der Leichtathletik erreichte Daphne Hasenjager das Finale im 200-Meter-Lauf und wurde Sechste. Im Marathonlauf kamen Johannes Coleman als Vierter und Syd Luyt als Sechster ins Ziel.
Turnen, Wasserball und Moderner Fünfkampf wurden von Südafrikanern erstmals 1952 in Helsinki durchgeführt. Zwei Frauen wurden Olympiasiegerinnen: die Schwimmerin Joan Harrison gewann über 100 Meter Rücken, die Leichtathletin Esther Brand triumphierte im Hochsprung. Daphne Hasenjager gewann zudem Silber im 100-Meter-Lauf. Auch die Boxer waren wieder erfolgreich. Theunis van Schalkwyk gewann Silber im Halbmittelgewicht. Bronze gewannen Willie Toweel im Fliegengewicht, Leonard Leisching im Federgewicht und Andries Nieman im Schwergewicht. Im Radsport wurden weitere drei Medaillen gewonnen. Raymond Robinson gewann Bronze im 1000-Meter-Zeitfahren. Zusammen mit Tommy Shardelow gewann er Silber im Tandemrennen. Shardelow gewann zusammen mit Jimmy Swift, Robert Fowler und George Estman Silber in der Mannschaftsverfolgung.
1956 in Melbourne gewann die 100-Meter-Freistilstaffel der Frauen mit Natalie Myburgh, Susan Roberts, Moira Abernethy und Jeanette Myburgh Bronze. Weitere Bronzemedaillen gewannen die Boxer Henry Loubscher im Halbweltergewicht und Daan Bekker im Schwergewicht sowie der Radrennfahrer Jimmy Swift im 1000-Meter-Zeitfahren. In der Leichtathletik erreichte Malcolm Spence das Finale über 400 Meter und wurde Sechster. Die gleiche Platzierung erreichte Gert Potgieter über 400 Meter Hürden. Der Freistilringer Coenraad de Villiers verlor im Weltergewicht seinen Kampf um die Bronzemedaille.
1960 in Rom konnte Malcolm Spence Bronze im 400-Meter-Lauf gewinnen. Mit der 400-Meter-Staffel kam er zusammen mit Edgar Davis, Gordon Day und Edward Jefferys auf Platz 4. Der Boxer Daan Bekker konnte seinen Erfolg von Melbourne noch steigern. In Rom gewann er im Schwergewicht Silber. William Meyers konnte im Federgewicht Bronze erkämpfen. Im Schwimmen gab es vier Finalteilnahmen. Aubrey Bürer wurde Siebter über 100 Meter Freistil. Murray McLachlan wurde jeweils Sechster über 400 Meter und 1500 Meter Freistil. Laura Ranwell erreichte Platz 4 über 100 Meter Rücken.

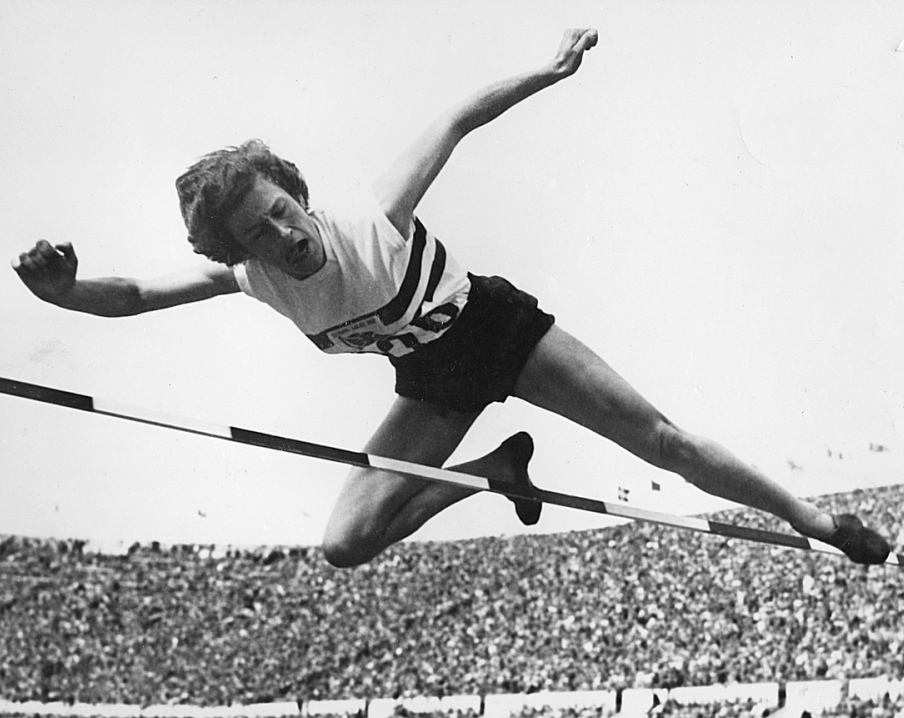
Esther Brand, Olympiasiegerin 1952 im Hochsprung
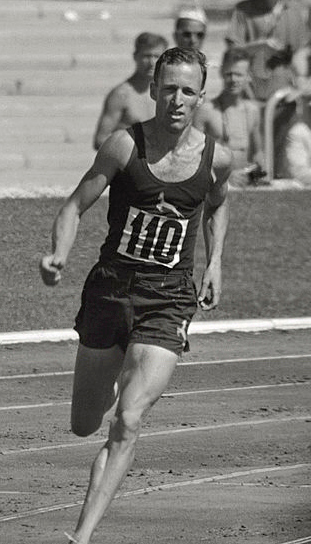
Gordon Day, 1960 Vierter mit der 400-Meter-Staffel

#### Sperre wegen Apartheidspolitik
Nach einem Referendum im Jahr 1960 wurde die Südafrikanische Union in die Republik Südafrika umgewandelt. Das Land trat zudem aus dem Commonwealth aus. Der Staat sah sich nun zunehmend politisch isoliert. Am 6. November 1962 wurde die Resolution 1761 der UN-Generalversammlung verabschiedet. In ihr wurde die südafrikanische Apartheidspolitik verurteilt, die die Charta der Vereinten Nationen verletzt. Zugleich wurden die Mitgliedsstaaten aufgerufen, die diplomatischen Beziehungen zu Südafrika abzubrechen. 1962 drohte Innenminister Johannes de Klerk an, südafrikanische Sportler zu sperren, die inner- und außerhalb des Landes in gemischt-rassigen Mannschaften antraten.
Während der 61. IOC-Session 1963 in Baden-Baden hob das IOC die Einladung Südafrikas zu den Spielen von Tokio 1964 auf. Man forderte das südafrikanische NOK auf, sich von der Apartheidspolitik der Regierung zu distanzieren. Das NOK reagierte nicht auf die Forderung, somit war Südafrika von den Spielen 1964 ausgeschlossen. Auch in Mexiko-Stadt 1968 war Südafrika nicht eingeladen worden. Auf der 70. IOC-Session 1970 in Amsterdam wurde Südafrika mit 35 zu 28 Stimmen bei drei Enthaltungen aus dem IOC ausgeschlossen.
Südafrika war indirekt der Auslöser des Boykottaufrufs afrikanischer Länder der Spiele von Montreal 1976. Zuvor hatte die neuseeländische Rugby-Union-Nationalmannschaft eine Tour durch Südafrika durchgeführt. Da das IOC eine Sperre von Neuseeland ablehnte, blieben 26 von 28 afrikanischen Ländern, dazu Guyana und der Irak, den Spielen fern. Bis 1976 nahm Südafrika an den Paralympischen Spielen teil. Erstmals wurde dem Land die Teilnahme an den Sommer-Paralympics 1980 in Arnhem verweigert.
Nachdem Staatspräsident Frederik Willem de Klerk das Bevölkerungsregistrierungsgesetz von 1950 im Juni 1991 aufgehoben hatte, war die Apartheid de facto beendet. Das südafrikanische NOK wurde aufgelöst und eine Nachfolgeorganisation, das Interim National Olympic Committee of South Africa (INOCSA) gegründet. Dieses Komitee wurde vom IOC im Juli 1991 anerkannt. Südafrikanische Sportler durften bei den Spielen von Barcelona 1992 antreten. Statt der Nationalflagge wurde eine spezielle olympische Flagge genutzt. Als Hymne wäre bei einem Olympiasieg Beethovens Ode an die Freude verwendet worden.

#### 1992 bis 2000

Interimsflagge für Südafrika, genutzt in Barcelona 1992

Südafrikas Olympiamannschaft in Barcelona umfasste 93 Athleten, davon 25 Frauen. Das olympische Debüt feierten südafrikanische Bogenschützen, Badmintonspieler, Kanuten, Reiter und Tischtennisspieler. Eine Silbermedaille gewann die Langstreckenläuferin Elana Meyer im 10.000-Meter-Lauf. Ebenfalls Silber gewannen die Tennisspieler Wayne Ferreira und Piet Norval im Herren-Doppel.
Den ersten Olympiasieg nach der IOC-Sperre schaffte die Schwimmerin Penelope Heyns bei den Spielen von Atlanta 1996. Am 21. Juli 1996 siegte sie über 100 Meter Brust, zwei Tage später folgte ihr zweiter Sieg über 200 Meter Brust. Über 100 Meter Rücken gewann Marianne Kriel Bronze. Die Lagenstaffel der Frauen mit Heyns, Kriel sowie Mandy Loots und Heleen Muller belegte Rang 4. Einen weiteren Olympiasieg gab es in der Leichtathletik. Josia Thugwane gewann den Marathonlauf. Im 800-Meter-Lauf gewann Hezekiél Sepeng die Silbermedaille. In Atlanta nahm erstmals Judoka sowie eine südafrikanische Hockeyauswahl der Männer teil.
In Sydney 2000 nahm Südafrika erstmals im Baseball, im Fußball und im Triathlon teil. In der Leichtathletik wurden drei Medaillen gewonnen. Im Hochsprung gewann Hestrie Cloete die Silbermedaille. Llewellyn Herbert gewann Bronze im 400-Meter-Hürdenlauf, ebenfalls Bronze ging an Frantz Kruger im Diskuswurf. Nur 0,13 Sekunden fehlten Hezekiél Sepeng im 800-Meter-Finale zum Gewinn der Bronzemedaille. Der Schwimmer Terence Parkin gewann Silber über 200 Meter Brust. Penelope Heyns gewann mit Bronze über 200 Meter Brust ihre dritte olympische Medaille. In diesem Rennen wurde Sarah Poewe, die ab 2004 für Deutschland startete, Vierte.

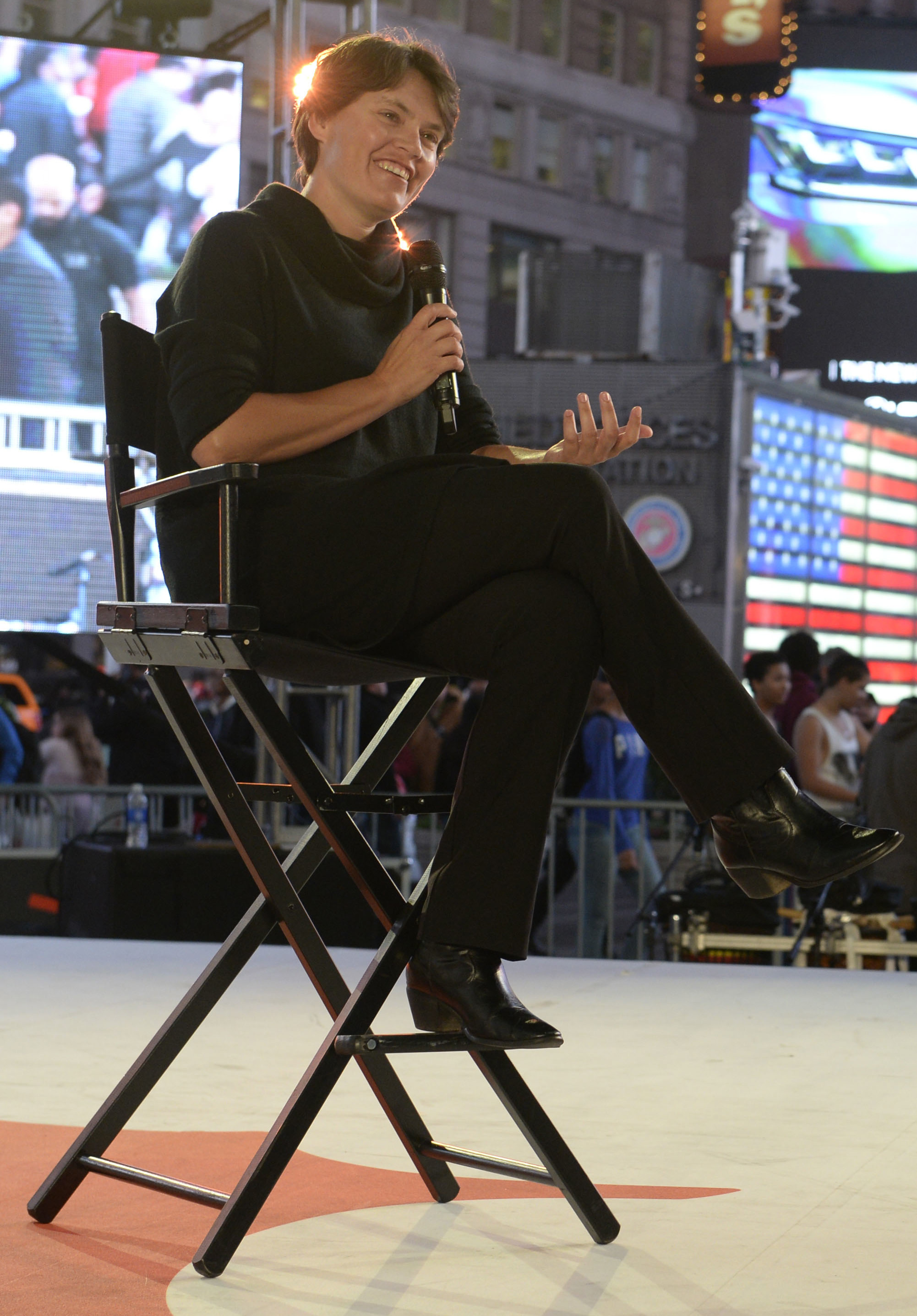
Penelope Heyns, Olympiasiegerin 1996 über 100 und 200 Meter Brustschwimmen (Foto von 2015)
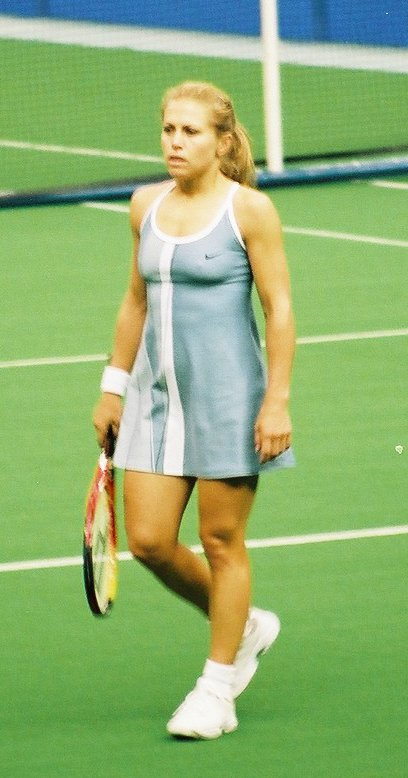
Amanda Coetzer scheitert 1996 im Einzel und im Doppel in Runde 2, 2000 im Einzel im Viertelfinale
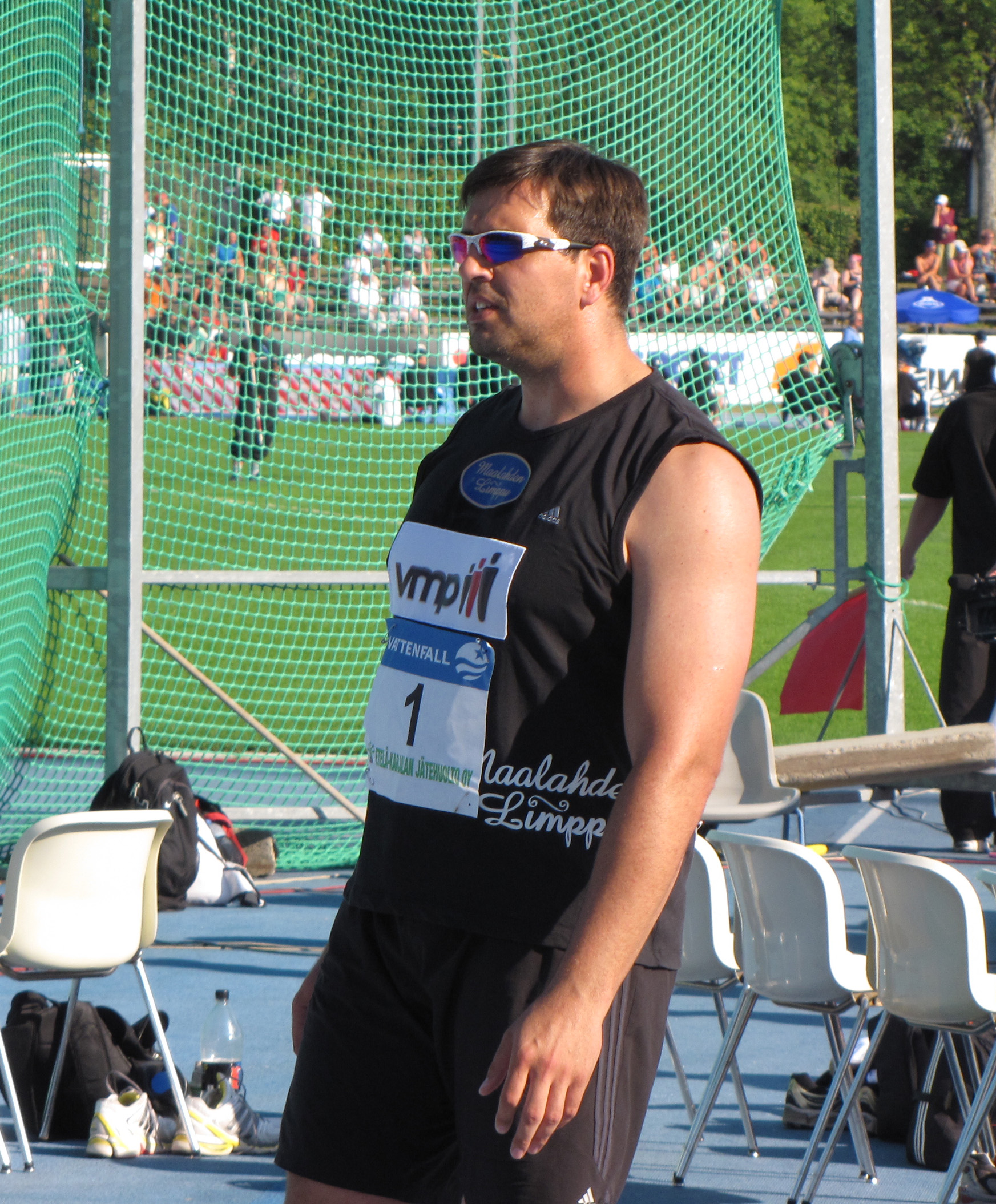
Frantz Kruger gewinnt 2000 Bronze im Diskuswurf (Foto von 2010)

#### 2004 bis heute
2004 in Athen konnte wieder ein Olympiasieg gefeiert werden. Die 100-Meter-Freistilstaffel der Männer siegte in der Formation Lyndon Ferns, Ryk Neethling, Roland Schoeman und Darian Townsend. Schoeman gewann zwei weitere Medaillen: Silber über 100 Meter Freistil und Bronze über 50 Meter Freistil. Eine Silbermedaille gewann zudem der Leichtathlet Mbulaeni Mulaudzi im 800-Meter-Lauf sowie Hestrie Cloete zum zweiten Mal in Folge im Hochsprung. Die Ruderer Donovan Cech und Ramon di Clemente konnte im Zweier ohne Steuermann die Bronzemedaille gewinnen. Zum ersten Mal nahmen Beachvolleyballspieler und Taekwondoin aus Südafrika an Olympischen Spielen teil.
Südafrika gewann 2008 in Peking eine Silbermedaille durch den Leichtathleten Godfrey Mokoena. Knapp an einer Medaille vorbei schwamm Jean Basson im Finale über 200 Meter Freistil. Mit 83 Hundertstelsekunden Rückstand blieb ihm Platz 4. Ramon di Clemente, diesmal mit Shaun Keeling, qualifizierte sich ein weiteres Mal für das Finale im Zweier ohne Steuermann. Diesmal erreichte das Boot Platz 5. Fahnenträgerin Natalie du Toit, eine Schwimmerin, war die erste Sportlerin Südafrikas, die sowohl bei den Paralympischen Spielen als auch bei den Olympischen Spielen startete. Du Toit gewann bei den Sommer-Paralympics 2004 fünf Gold- und eine Silbermedaille. Trotz ihrer Behinderung, ihr wurde das linke Bein vom Knie abwärts amputiert, qualifizierte sie sich für die Olympischen Spiele in Peking und belegte im Freiwasserschwimmen Platz 16. Bei den Sommer-Paralympics 2008 kurz darauf gewann sie weitere fünf Goldmedaillen.
Erfolgreicher schnitt Südafrika dann wieder in London 2012 ab. Im Rudern wurde der Leichtgewichts-Vierer ohne Steuermann mit James Thompson, Matthew Brittain, John Smith und Sizwe Ndlovu zum ersten südafrikanischen Olympiasieger im Rudern. Zwei weitere Olympiasiege gab es im Schwimmen. Chad le Clos gewann Gold über 200 Meter Delphin vor dem US-Amerikaner Michael Phelps, auf der kürzeren Strecke hatte er hinter Phelps zeitgleich mit dem Russen Jewgeni Korotyschkin Silber gewonnen. Cameron van der Burgh siegte über 100 Meter Brust. In der Leichtathletik wurde Caster Semenya Zweite im 800-Meter-Lauf. Die russische Siegerin Marija Sawinowa wurde jedoch des Dopings überführt und am 10. Februar 2017 nachträglich disqualifiziert. Dadurch wurde Semanya fast fünf Jahre später zur Olympiasiegerin erklärt. 38 Zentimeter fehlten der Speerwerferin Sunette Viljoen auf Platz 4 zur Bronzemedaille. Auch eine Kanutin gewann Bronze. Bridgitte Hartley belegte im Einer-Kajak über 500 Meter Platz 3. Eine Topplatzierung erreichte der Radrennfahrer Burry Stander im Mountainbike-Rennen mit Platz 5.

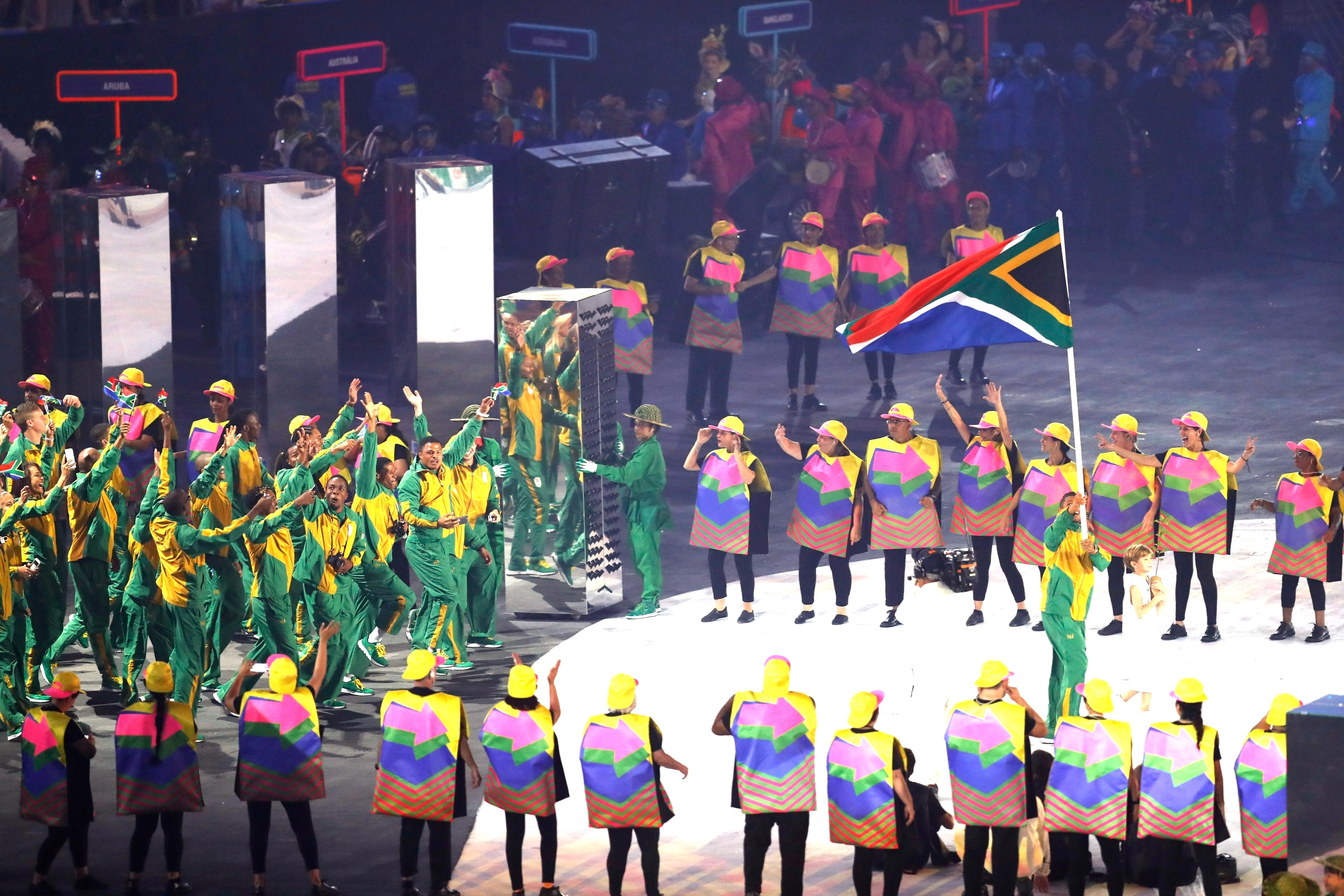
Einmarsch der Athleten 2016

138 Teilnehmer bildeten die bislang größte südafrikanische Mannschaft bei den Spielen von Rio de Janeiro 2016. Südafrika nahm an der ersten olympischen Austragung des Siebener-Rugby und im Golf teil. In Rio de Janeiro konnten Leichtathleten zwei Olympiasiege feiern. Wayde van Niekerk siegte über 400 Meter, Caster Semenya konnte ihren Titel von London verteidigen. Silber gewann zudem der Weitspringer Luvo Manyonga, der nur um einen Zentimeter geschlagen wurde und bis zum letzten Versuch in Führung lag. Sunette Viljoen wurde Zweite im Speerwurf. Weitere Silbermedaillen gewannen die Schwimmer Chad le Clos über 200 Meter Freistil und 100 Meter Delphin und Cameron van der Burgh über 100 Meter Brust. Die dritte olympische Rudermedaille gewannen mit Silber Lawrence Brittain und Shaun Keeling im Zweier ohne Steuermann. Der Triathlet Henri Schoeman wurde Dritter und gewann somit Bronze. Bronze ging auch an die Siebener-Rugby-Auswahl der Männer.

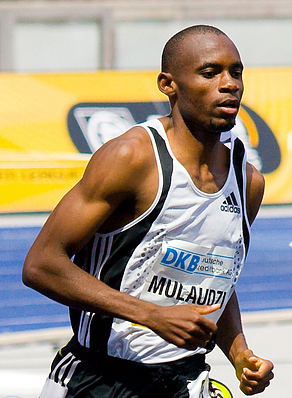
Mbulaeni Mulaudzi gewinnt 2004 Silber über 800 Meter
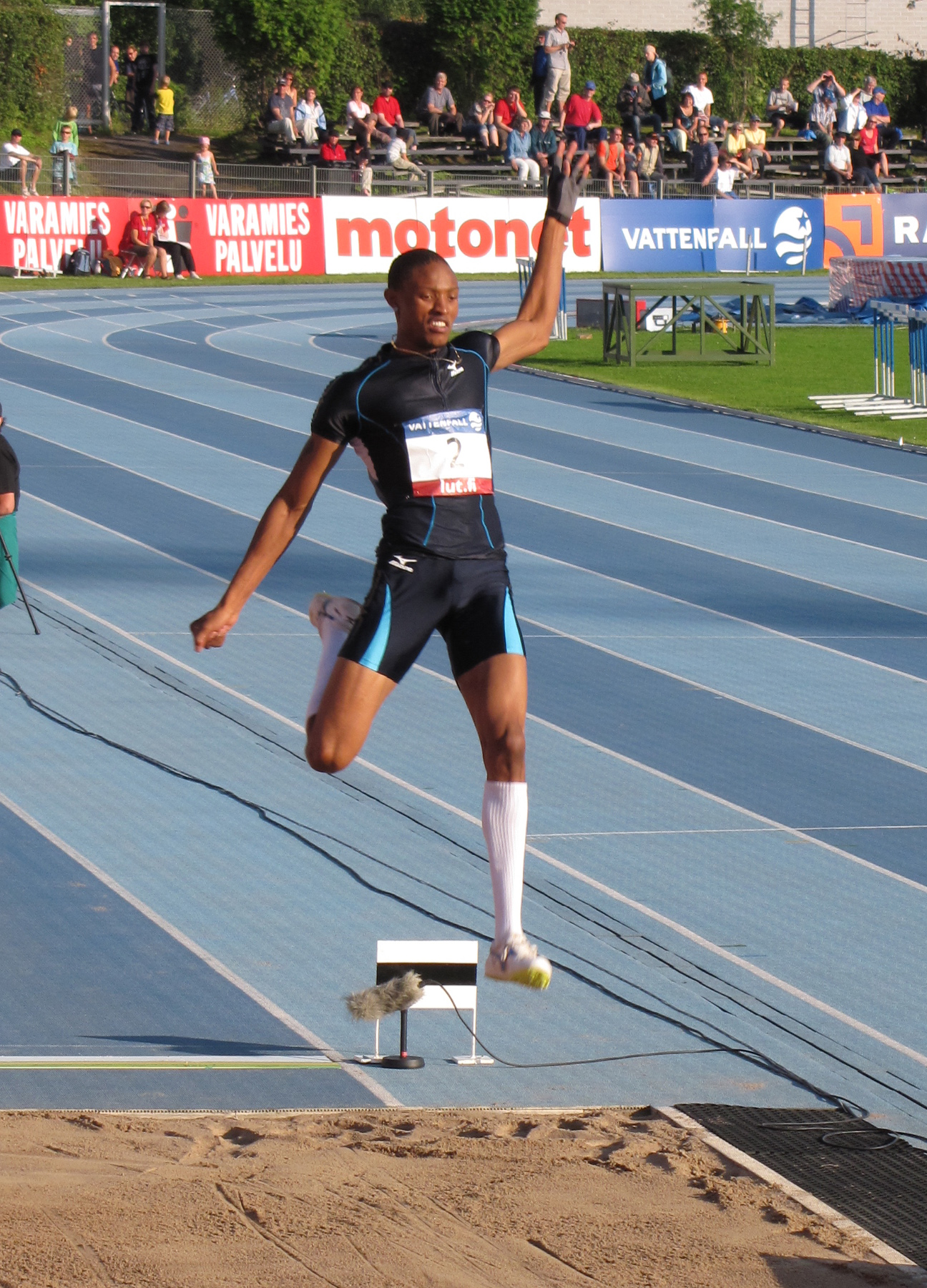
Silber im Weitsprung 2008 durch Godfrey Mokoena
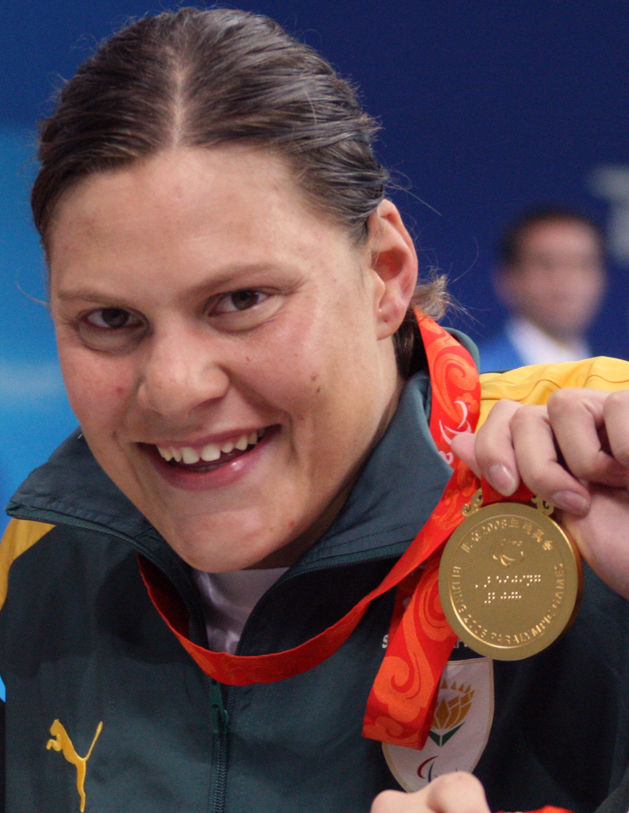
Natalie du Toit
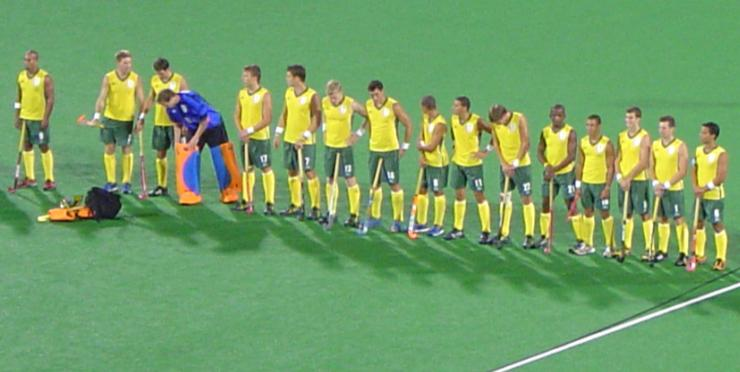
Die Hockeynationalmannschaft der Männer vor ihrem Gruppenspiel gegen das Vereinigte Königreich 2008
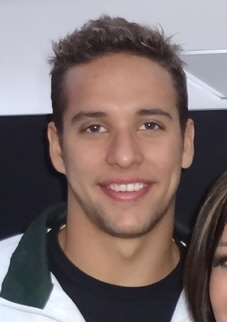
Gold und Silber 2012 für den Schwimmer Chad le Clos
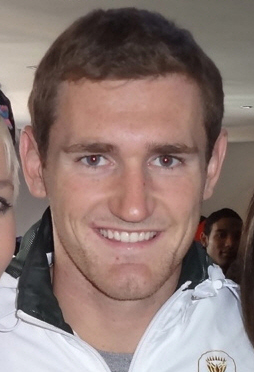
Gold über 100 m Brust 2012: Cameron van der Burgh
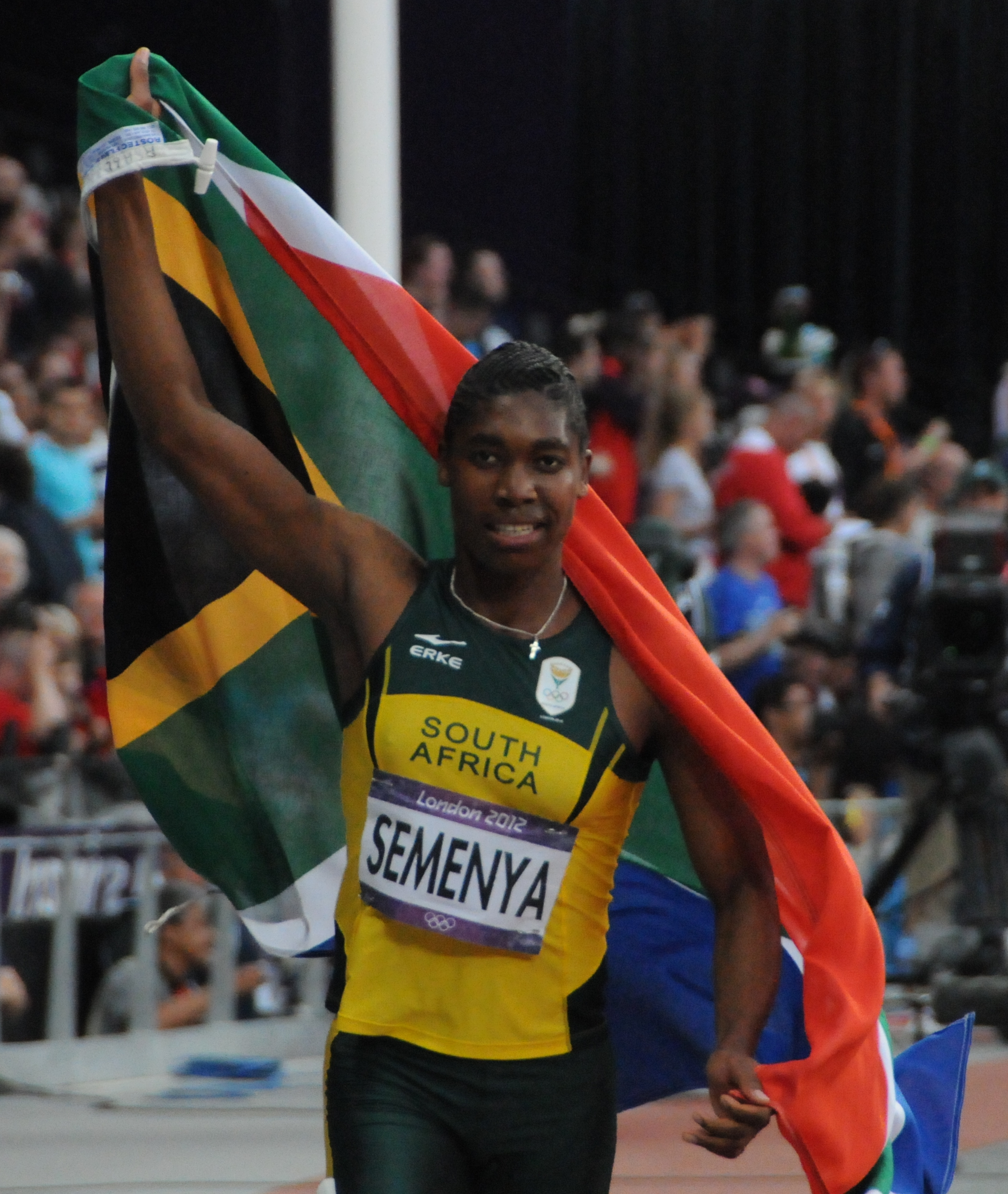
Caster Semenya nach ihrem Finallauf in London 2012, in dem sie Silber gewann
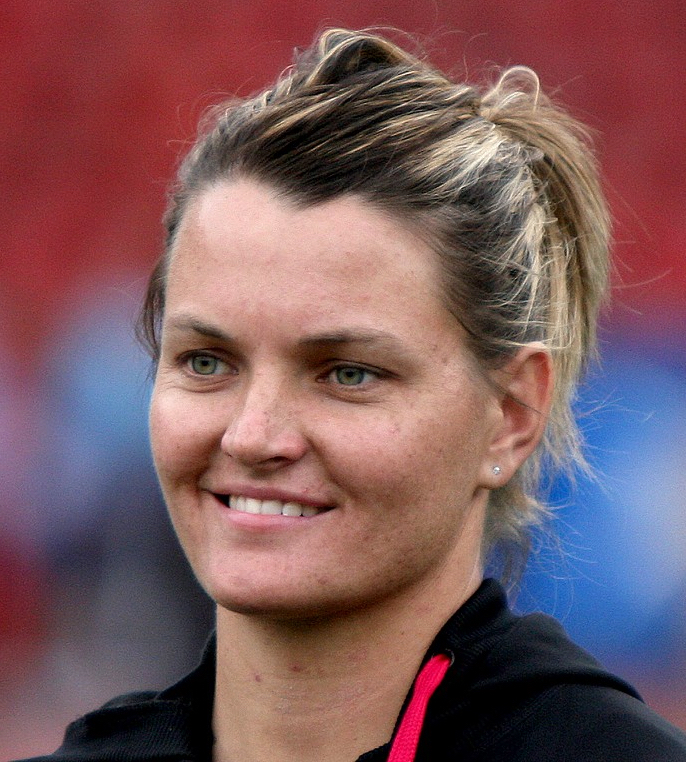
Platz 4 im Speerwurf 2012 sowie Silber 2016 durch Sunette Viljoen

### Winterspiele

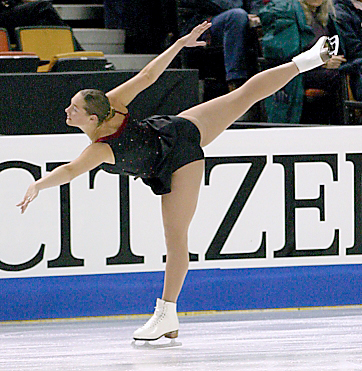
Eiskunstläuferin Shirene Human

Mit vier Athleten nahm Südafrika 1960 in Squaw Valley erstmals an Winterspielen teil. Die ersten olympischen Wintersportler waren die Eiskunstläufer Marcelle Matthews und Gwyn Jones im Paarlauf.
Nach der IOC-Sperre nahm Südafrika erst wieder 1994 in Lillehammer teil. Erstmals nahm eine Short-Track-Läuferin teil. 1998 in Nagano ging zum ersten Mal ein südafrikanischer Skirennfahrer an den Start sowie 2006 in Turin ein Skeletonfahrer und ein Skilangläufer.

### Kunstwettbewerbe
Südafrikanische Künstler nahmen 1924, 1936 und 1948 an den Kunstwettbewerben teil. Der Bildhauer Stephanus Eloff beteiligte sich 1924 mit zwei seiner Werke (Speerwerfer und Boxer) am Wettbewerb Bildhauerkunst.
1936 reichten sieben Künstler ihre Werke ein. In der Sparte Gemälde war Grace Browne mit drei Werken (Kostümstudie, Accident und Bevendean Farm) vertreten. Die Bildhauerin Elizabeth Benson reichte ihr Werk Shangaan in der Sparte Rundplastiken ein. Bei den folgenden Malern und ihren Werken ist nicht bekannt, in welcher Sparte sie teilnahmen: Ann Graham mit Black and White Illustrations, Erika Hartig mit Wotan und Baccara (zwei bekannte deutsche Springpferde), Monica McIvor mit Xosa with doctors in conclave, Elizabeth, Pahlindlela: Xosa, Tribe, Hot day among rocks in Crocodile River und Kopjes near Johannesburg, Alan Gourley mit Plenty und Paul Hahn sowie Gee Burchardt mit Der deutsche Adler.
1948 nahmen drei Künstler mit vier Werken teil und gewannen zwei Medaillen. Der Schriftsteller Ernst van Heerden gewann Silber in der Rubrik Lyrische Werke für seine Arbeit Sechs Gedichte. Bronze gewann der Maler Walter Battiss in der Rubrik Stiche und Radierungen mit seinem Werk Sport am Meeresufer, zudem nahm er mit The Quagga Race in der Rubrik Öldgemälde und Aquarelle teil. Die Rubrik, in der George Pilkington sein Werk Yacht Racing einreichte, ist nicht bekannt.

## IOC-Mitglieder
Südafrika stellt aktuell zwei IOC-Mitglieder. Seit 1995 ist der Sportlehrer und Anti-Apartheid-Aktivist Sam Ramsamy Mitglied. 2016 folgte der Filmproduzent Anant Singh.

## Bewerbung zur Ausrichtung Olympischer Spiele
Mit Kapstadt hat sich bislang erst eine südafrikanische Stadt um die Ausrichtung von Olympischen Spielen beworben. Kapstadt reichte die Bewerbung zur Ausrichtung der 28. Olympischen Sommerspiele 2004 ein. Die Wahl fand auf der 106. IOC-Session in Lausanne am 5. September 1997 statt. Mitbewerber waren Athen (Griechenland), Buenos Aires (Argentinien), Istanbul (Türkei), Rio de Janeiro (Brasilien), Rom (Italien), San Juan (Puerto Rico), Sankt Petersburg (Russland), Sevilla (Spanien) und Stockholm (Schweden). Die Bewerbungen von Istanbul, Rio de Janeiro, San Juan, Sankt Petersburg und Sevilla wurden nicht zugelassen.
Im ersten Wahlgang lag Athen mit 32 Stimmen vor Rom (32), Stockholm (20) und Kapstadt und Buenos Aires (beide 16). Die Stichwahl konnte Kapstadt mit 62:44 gegen Buenos Aires gewinnen, das damit ausschied. Die zweite Runde sah Athen mit 38 Stimmen vorne, es folgte Rom mit 28 Stimmen, Kapstadt mit 22 Stimmen und Stockholm mit 19. Stockholm war damit aus dem Rennen. Im dritten Wahlgang erreichte Kapstadt nur 20 Stimmen gegenüber Athen mit 52 und Rom mit 35. Damit war nun Kapstadt ebenfalls ausgeschieden. Die Wahl gewann letztendlich Athen mit 66 Stimmen vor Rom mit 41 Stimmen.

## Übersicht der Teilnehmer

### Sommerspiele
| Jahr      | Athleten               | Athleten               | Athleten               | Sportarten             | Sportarten             | Sportarten             | Sportarten             | Sportarten             | Sportarten             | Sportarten             | Sportarten             | Sportarten             | Sportarten             | Sportarten             | Sportarten             | Sportarten             | Sportarten             | Sportarten             | Sportarten             | Sportarten             | Sportarten             | Sportarten             | Sportarten             | Sportarten             | Sportarten             | Sportarten             | Sportarten             | Sportarten             | Sportarten             | Sportarten             | Sportarten             | Sportarten             | Sportarten             | Sportarten             | Sportarten             | Sportarten             | Sportarten             | Medaillen              | Medaillen              | Medaillen              | Medaillen              | Rang                   |
| Jahr      | ∑                      |                        |                        |                        |                        |                        |                        |                        |                        |                        |                        |                        |                        |                        |                        |                        |                        |                        |                        |                        |                        |                        |                        |                        |                        |                        |                        |                        |                        |                        |                        |                        |                        |                        |                        |                        |                        |                        |                        |                        | Medaillen – Gesamt     | Rang                   |
| --------- | ---------------------- | ---------------------- | ---------------------- | ---------------------- | ---------------------- | ---------------------- | ---------------------- | ---------------------- | ---------------------- | ---------------------- | ---------------------- | ---------------------- | ---------------------- | ---------------------- | ---------------------- | ---------------------- | ---------------------- | ---------------------- | ---------------------- | ---------------------- | ---------------------- | ---------------------- | ---------------------- | ---------------------- | ---------------------- | ---------------------- | ---------------------- | ---------------------- | ---------------------- | ---------------------- | ---------------------- | ---------------------- | ---------------------- | ---------------------- | ---------------------- | ---------------------- | ---------------------- | ---------------------- | ---------------------- | ---------------------- | ---------------------- | ---------------------- |
| 1896–1900 | nicht teilgenommen     | nicht teilgenommen     | nicht teilgenommen     | nicht teilgenommen     | nicht teilgenommen     | nicht teilgenommen     | nicht teilgenommen     | nicht teilgenommen     | nicht teilgenommen     | nicht teilgenommen     | nicht teilgenommen     | nicht teilgenommen     | nicht teilgenommen     | nicht teilgenommen     | nicht teilgenommen     | nicht teilgenommen     | nicht teilgenommen     | nicht teilgenommen     | nicht teilgenommen     | nicht teilgenommen     | nicht teilgenommen     | nicht teilgenommen     | nicht teilgenommen     | nicht teilgenommen     | nicht teilgenommen     | nicht teilgenommen     | nicht teilgenommen     | nicht teilgenommen     | nicht teilgenommen     | nicht teilgenommen     | nicht teilgenommen     | nicht teilgenommen     | nicht teilgenommen     | nicht teilgenommen     | nicht teilgenommen     | nicht teilgenommen     | nicht teilgenommen     | nicht teilgenommen     | nicht teilgenommen     | nicht teilgenommen     | nicht teilgenommen     | nicht teilgenommen     |
| 1904      | 8                      | 8                      | 0                      |                        |                        |                        |                        |                        |                        |                        |                        |                        |                        |                        |                        | 3                      |                        |                        |                        |                        |                        |                        |                        |                        |                        |                        |                        |                        |                        |                        | 5                      |                        |                        |                        |                        |                        |                        |                        |                        |                        |                        |                        |
| 1908      | 14                     | 14                     | 0                      |                        |                        |                        |                        |                        | 2                      |                        |                        |                        |                        |                        |                        | 6                      |                        | 4                      |                        |                        |                        |                        |                        |                        |                        |                        |                        |                        |                        |                        |                        | 3                      |                        |                        |                        |                        |                        | 1                      | 1                      |                        | 2                      | 14                     |
| 1912      | 21                     | 21                     | 0                      |                        |                        |                        |                        |                        | 1                      |                        |                        |                        |                        |                        |                        | 7                      |                        | 1                      |                        |                        |                        |                        | 8                      | 1                      |                        |                        |                        |                        |                        |                        |                        | 3                      |                        |                        |                        |                        |                        | 4                      | 2                      |                        | 6                      | 7                      |
| 1920      | 39                     | 38                     | 1                      |                        |                        |                        |                        | 7                      |                        |                        |                        |                        |                        |                        |                        | 13                     |                        | 5                      |                        | 1                      |                        |                        | 7                      | 1                      |                        |                        |                        |                        |                        |                        |                        | 5                      |                        |                        |                        |                        |                        | 3                      | 4                      | 3                      | 10                     | 11                     |
| 1924      | 29                     | 29                     | 0                      |                        |                        |                        |                        | 4                      |                        |                        |                        |                        |                        |                        |                        | 12                     |                        | 1                      |                        |                        |                        |                        | 7                      |                        | 1                      |                        |                        |                        |                        |                        |                        | 4                      |                        |                        |                        |                        |                        | 1                      | 1                      | 1                      | 3                      | 18                     |
| 1928      | 24                     | 18                     | 6                      |                        |                        |                        |                        | 6                      |                        |                        |                        |                        |                        |                        |                        | 9                      |                        | 1                      |                        | 1                      | 1                      |                        |                        | 5                      | 1                      |                        |                        |                        |                        |                        |                        |                        |                        |                        |                        |                        |                        | 1                      |                        | 2                      | 3                      | 23                     |
| 1932      | 12                     | 10                     | 2                      |                        |                        |                        |                        | 5                      |                        |                        |                        |                        |                        |                        |                        | 4                      |                        |                        |                        |                        |                        |                        |                        | 1                      | 2                      |                        |                        |                        |                        |                        |                        |                        |                        |                        |                        |                        |                        | 2                      |                        | 3                      | 5                      | 18                     |
| 1936      | 30                     | 30                     | 0                      |                        |                        |                        |                        | 6                      |                        |                        |                        |                        |                        |                        |                        | 14                     |                        | 2                      |                        | 2                      | 1                      |                        |                        |                        |                        |                        |                        |                        |                        |                        |                        |                        |                        |                        |                        |                        |                        |                        | 1                      |                        | 1                      | 25                     |
| 1948      | 32                     | 31                     | 1                      |                        |                        |                        |                        | 8                      |                        |                        | 2                      |                        |                        |                        |                        | 6                      |                        | 3                      |                        | 3                      | 5                      |                        |                        | 3                      | 1                      |                        |                        |                        |                        |                        |                        |                        |                        |                        |                        |                        | 1                      | 2                      | 1                      | 1                      | 4                      | 18                     |
| 1952      | 64                     | 60                     | 4                      |                        |                        |                        |                        | 8                      |                        |                        | 4                      |                        |                        |                        |                        | 13                     | 1                      | 5                      |                        | 5                      | 5                      |                        | 1                      | 6                      | 4                      |                        |                        |                        |                        |                        |                        |                        |                        |                        | 3                      | 8                      | 1                      | 2                      | 4                      | 4                      | 10                     | 12                     |
| 1956      | 50                     | 44                     | 6                      |                        |                        |                        |                        | 7                      |                        |                        | 3                      |                        |                        |                        |                        | 9                      | 3                      | 6                      |                        | 4                      |                        |                        | 2                      | 8                      | 6                      |                        |                        |                        |                        |                        |                        |                        |                        |                        | 2                      |                        |                        |                        |                        | 4                      | 4                      | 33                     |
| 1960      | 55                     | 53                     | 2                      |                        |                        |                        |                        | 8                      |                        |                        | 3                      |                        |                        |                        |                        | 7                      | 1                      | 6                      |                        | 5                      | 5                      |                        | 6                      | 3                      | 3                      |                        |                        |                        |                        |                        |                        |                        |                        |                        | 1                      | 9                      |                        |                        | 1                      | 2                      | 3                      | 28                     |
| 1964–1988 | vom IOC ausgeschlossen | vom IOC ausgeschlossen | vom IOC ausgeschlossen | vom IOC ausgeschlossen | vom IOC ausgeschlossen | vom IOC ausgeschlossen | vom IOC ausgeschlossen | vom IOC ausgeschlossen | vom IOC ausgeschlossen | vom IOC ausgeschlossen | vom IOC ausgeschlossen | vom IOC ausgeschlossen | vom IOC ausgeschlossen | vom IOC ausgeschlossen | vom IOC ausgeschlossen | vom IOC ausgeschlossen | vom IOC ausgeschlossen | vom IOC ausgeschlossen | vom IOC ausgeschlossen | vom IOC ausgeschlossen | vom IOC ausgeschlossen | vom IOC ausgeschlossen | vom IOC ausgeschlossen | vom IOC ausgeschlossen | vom IOC ausgeschlossen | vom IOC ausgeschlossen | vom IOC ausgeschlossen | vom IOC ausgeschlossen | vom IOC ausgeschlossen | vom IOC ausgeschlossen | vom IOC ausgeschlossen | vom IOC ausgeschlossen | vom IOC ausgeschlossen | vom IOC ausgeschlossen | vom IOC ausgeschlossen | vom IOC ausgeschlossen | vom IOC ausgeschlossen | vom IOC ausgeschlossen | vom IOC ausgeschlossen | vom IOC ausgeschlossen | vom IOC ausgeschlossen | vom IOC ausgeschlossen |
| 1992      | 93                     | 68                     | 25                     | 2                      |                        |                        | 2                      | 2                      | 5                      |                        | 1                      |                        |                        |                        | 11                     | 16                     | 1                      | 5                      | 3                      | 3                      | 9                      |                        | 2                      | 12                     | 11                     |                        |                        |                        |                        |                        |                        | 6                      | 2                      |                        |                        |                        | 1                      |                        | 2                      |                        | 2                      | 41                     |
| 1996      | 84                     | 64                     | 20                     |                        |                        |                        | 3                      | 5                      |                        |                        |                        |                        | 16                     | 1                      | 1                      | 22                     | 1                      | 6                      |                        | 1                      | 8                      |                        | 2                      | 7                      | 5                      |                        |                        |                        |                        |                        |                        | 6                      |                        |                        |                        |                        |                        | 3                      | 1                      | 1                      | 5                      | 27                     |
| 2000      | 127                    | 89                     | 38                     |                        | 24                     |                        | 2                      | 3                      |                        | 16                     |                        |                        | 16                     | 1                      | 2                      | 23                     | 1                      | 4                      |                        | 1                      | 8                      |                        | 3                      | 14                     | 2                      |                        |                        |                        |                        |                        |                        | 5                      |                        | 2                      |                        |                        |                        |                        | 2                      | 3                      | 5                      | 55                     |
| 2004      | 106                    | 66                     | 40                     | 6                      |                        | 4                      | 1                      | 3                      | 3                      |                        |                        |                        | 32                     | 1                      | 1                      | 32                     |                        | 4                      |                        | 1                      | 2                      |                        | 1                      | 8                      | 1                      |                        |                        |                        |                        | 1                      |                        |                        |                        | 2                      | 2                      |                        | 1                      | 1                      | 3                      | 2                      | 6                      | 43                     |
| 2008      | 134                    | 75                     | 59                     | 5                      |                        | 2                      | 1                      | 1                      | 7                      |                        | 1                      |                        | 32                     | 3                      | 10                     | 23                     |                        | 8                      |                        | 1                      | 5                      |                        | 2                      | 24                     | 3                      |                        |                        |                        |                        |                        |                        | 2                      |                        | 2                      | 1                      |                        | 1                      |                        | 1                      |                        | 1                      | 72                     |
| 2012      | 124                    | 68                     | 56                     | 4                      |                        | 2                      | 1                      | 2                      |                        | 16                     | 1                      |                        | 33                     | 1                      | 2                      | 20                     |                        | 9                      | 1                      |                        | 6                      |                        | 1                      | 20                     | 2                      |                        |                        |                        |                        |                        |                        |                        |                        | 3                      |                        |                        |                        | 4                      | 1                      | 1                      | 6                      | 20                     |
| 2016      | 138                    | 93                     | 45                     | 1                      |                        |                        |                        |                        |                        | 36                     |                        | 4                      |                        | 1                      | 1                      | 39                     |                        | 7                      | 1                      |                        | 12                     | 13                     |                        | 14                     | 3                      |                        |                        |                        |                        |                        |                        |                        |                        | 2                      | 1                      |                        | 1                      | 2                      | 6                      | 2                      | 10                     | 30                     |
| 2020      | 179                    | 117                    | 62                     |                        |                        |                        |                        |                        |                        | 19                     |                        | 2                      | 36                     | 1                      |                        | 29                     |                        | 11                     | 1                      |                        | 6                      | 13                     |                        | 17                     | 3                      | 3                      | 2                      | 1                      | 2                      |                        |                        |                        |                        | 3                      | 2                      | 26                     | 2                      | 1                      | 2                      |                        | 3                      | 52                     |
| 2024      | 139                    | 76                     | 63                     | 1                      |                        |                        | 1                      |                        | 1                      |                        |                        | 4                      | 33                     | 1                      | 4                      | 32                     |                        | 8                      | 1                      | 1                      | 3                      | 26                     |                        | 8                      |                        | 3                      | 4                      | 3                      |                        |                        |                        |                        |                        | 3                      | 1                      |                        | 1                      | 1                      | 3                      | 2                      | 6                      | 44                     |
| Gesamt    | Gesamt                 | Gesamt                 | Gesamt                 | Gesamt                 | Gesamt                 | Gesamt                 | Gesamt                 | Gesamt                 | Gesamt                 | Gesamt                 | Gesamt                 | Gesamt                 | Gesamt                 | Gesamt                 | Gesamt                 | Gesamt                 | Gesamt                 | Gesamt                 | Gesamt                 | Gesamt                 | Gesamt                 | Gesamt                 | Gesamt                 | Gesamt                 | Gesamt                 | Gesamt                 | Gesamt                 | Gesamt                 | Gesamt                 | Gesamt                 | Gesamt                 | Gesamt                 | Gesamt                 | Gesamt                 | Gesamt                 | Gesamt                 | Gesamt                 | 28                     | 36                     | 31                     | 95                     |                        |

### Winterspiele
| Jahr      | Athleten               | Athleten               | Athleten               | Sportarten             | Sportarten             | Sportarten             | Sportarten             | Sportarten             | Medaillen              | Medaillen              | Medaillen              | Medaillen              | Rang                   |
| Jahr      | Gesamt                 |                        |                        |                        |                        |                        |                        |                        |                        |                        |                        | Medaillen – Gesamt     | Rang                   |
| --------- | ---------------------- | ---------------------- | ---------------------- | ---------------------- | ---------------------- | ---------------------- | ---------------------- | ---------------------- | ---------------------- | ---------------------- | ---------------------- | ---------------------- | ---------------------- |
| 1924–1956 | nicht teilgenommen     | nicht teilgenommen     | nicht teilgenommen     | nicht teilgenommen     | nicht teilgenommen     | nicht teilgenommen     | nicht teilgenommen     | nicht teilgenommen     | nicht teilgenommen     | nicht teilgenommen     | nicht teilgenommen     | nicht teilgenommen     | nicht teilgenommen     |
| 1960      | 4                      | 1                      | 3                      | 4                      |                        |                        |                        |                        |                        |                        |                        |                        |                        |
| 1964–1992 | vom IOC ausgeschlossen | vom IOC ausgeschlossen | vom IOC ausgeschlossen | vom IOC ausgeschlossen | vom IOC ausgeschlossen | vom IOC ausgeschlossen | vom IOC ausgeschlossen | vom IOC ausgeschlossen | vom IOC ausgeschlossen | vom IOC ausgeschlossen | vom IOC ausgeschlossen | vom IOC ausgeschlossen | vom IOC ausgeschlossen |
| 1994      | 2                      | 1                      | 1                      | 1                      | 1                      |                        |                        |                        |                        |                        |                        |                        |                        |
| 1998      | 2                      | 1                      | 1                      | 1                      |                        | 1                      |                        |                        |                        |                        |                        |                        |                        |
| 2002      | 1                      | 1                      | 0                      |                        |                        | 1                      |                        |                        |                        |                        |                        |                        |                        |
| 2006      | 3                      | 3                      | 0                      |                        |                        | 1                      | 1                      | 1                      |                        |                        |                        |                        |                        |
| 2010      | 2                      | 2                      | 0                      |                        |                        | 1                      | 1                      |                        |                        |                        |                        |                        |                        |
| 2014      | nicht teilgenommen     | nicht teilgenommen     | nicht teilgenommen     | nicht teilgenommen     | nicht teilgenommen     | nicht teilgenommen     | nicht teilgenommen     | nicht teilgenommen     | nicht teilgenommen     | nicht teilgenommen     | nicht teilgenommen     | nicht teilgenommen     | nicht teilgenommen     |
| 2018      | 1                      | 1                      | 0                      |                        |                        | 1                      |                        |                        |                        |                        |                        |                        |                        |
| 2022      | nicht teilgenommen     | nicht teilgenommen     | nicht teilgenommen     | nicht teilgenommen     | nicht teilgenommen     | nicht teilgenommen     | nicht teilgenommen     | nicht teilgenommen     | nicht teilgenommen     | nicht teilgenommen     | nicht teilgenommen     | nicht teilgenommen     | nicht teilgenommen     |
| Gesamt    | Gesamt                 | Gesamt                 | Gesamt                 | Gesamt                 | Gesamt                 | Gesamt                 | Gesamt                 | Gesamt                 | 0                      | 0                      | 0                      | 0                      |                        |

## Liste der Medaillengewinner

### Goldmedaillen
| Name                                                       | Spiele              | Sportart       | Disziplin                  |
| ---------------------------------------------------------- | ------------------- | -------------- | -------------------------- |
| Reggie Walker                                              | 1908 London         | Leichtathletik | 100 Meter                  |
| Ken McArthur                                               | 1912 Stockholm      | Leichtathletik | Marathon                   |
| Rudolph Lewis                                              | 1912 Stockholm      | Radsport       | Zeitfahren Straße          |
| Charles Winslow                                            | 1912 Stockholm      | Tennis         | Herren Einzel              |
| Charles Winslow Harold Kitson                              | 1912 Stockholm      | Tennis         | Herren Doppel              |
| Bevil Rudd                                                 | 1920 Antwerpen      | Leichtathletik | 400 Meter                  |
| Clarence Walker                                            | 1920 Antwerpen      | Boxen          | Bantamgewicht              |
| Louis Raymond                                              | 1920 Antwerpen      | Tennis         | Herren Einzel              |
| William Smith                                              | 1924 Paris          | Boxen          | Bantamgewicht              |
| Sydney Atkinson                                            | 1928 Amsterdam      | Leichtathletik | 110 Meter Hürden           |
| Lawrence Stevens                                           | 1932 Los Angeles    | Boxen          | Leichtgewicht              |
| David Carstens                                             | 1932 Los Angeles    | Boxen          | Halbschwergewicht          |
| Gerald Dreyer                                              | 1948 London         | Boxen          | Leichtgewicht              |
| George Hunter                                              | 1948 London         | Boxen          | Halbschwergewicht          |
| Esther Brand                                               | 1952 Helsinki       | Leichtathletik | Hochsprung                 |
| Joan Harrison                                              | 1952 Helsinki       | Schwimmen      | 100 Meter Rücken           |
| Josia Thugwane                                             | 1996 Atlanta        | Leichtathletik | Marathon                   |
| Penelope Heyns                                             | 1996 Atlanta        | Schwimmen      | 100 Meter Brust            |
| Penelope Heyns                                             | 1996 Atlanta        | Schwimmen      | 200 Meter Brust            |
| Lyndon Ferns Ryk Neethling Roland Schoeman Darian Townsend | 2004 Athen          | Schwimmen      | 4 × 100 Meter Freistil     |
| Caster Semenya                                             | 2012 London         | Leichtathletik | 800 Meter                  |
| Chad le Clos                                               | 2012 London         | Schwimmen      | 200 Meter Delphin          |
| Cameron van der Burgh                                      | 2012 London         | Schwimmen      | 100 Meter Brust            |
| James Thompson Matthew Brittain John Smith Sizwe Ndlovu    | 2012 London         | Rudern         | Leichtgewichts-Vierer ohne |
| Caster Semenya                                             | 2016 Rio de Janeiro | Leichtathletik | 800 Meter                  |
| Wayde van Niekerk                                          | 2016 Rio de Janeiro | Leichtathletik | 400 m                      |
| Tatjana Schoenmaker                                        | 2020 Tokio          | Schwimmen      | 200 Meter Brust            |
| Tatjana Smith                                              | 2024 Paris          | Schwimmen      | 100 Meter Brust            |

### Silbermedaillen
| Name                                                                        | Spiele              | Sportart       | Disziplin                          |
| --------------------------------------------------------------------------- | ------------------- | -------------- | ---------------------------------- |
| Charles Hefferon                                                            | 1908 London         | Leichtathletik | Marathon                           |
| Christopher Gitsham                                                         | 1912 Stockholm      | Leichtathletik | Marathon                           |
| Harold Kitson                                                               | 1912 Stockholm      | Tennis         | Herren Einzel                      |
| Henry Dafel Clarence Oldfield Jack Oosterlaak Bevil Rudd                    | 1920 Antwerpen      | Leichtathletik | 4 × 400 Meter                      |
| Henry Kaltenbrunn                                                           | 1920 Antwerpen      | Radsport       | Zeitfahren Straße                  |
| William Smith James Walker                                                  | 1920 Antwerpen      | Radsport       | Tandem                             |
| David Smith Robert Bodley Ferdinand Buchanan George Harvey Frederick Morgan | 1920 Antwerpen      | Schießen       | Militärgewehr Mannschaft 600 Meter |
| Sydney Atkinson                                                             | 1924 Paris          | Leichtathletik | 110 Meter Hürden                   |
| Charles Catterall                                                           | 1936 Berlin         | Boxen          | Federgewicht                       |
| Dennis Shepherd                                                             | 1948 London         | Boxen          | Federgewicht                       |
| Daphne Hasenjager                                                           | 1952 Helsinki       | Leichtathletik | 100 Meter                          |
| Theunis van Schalkwyk                                                       | 1952 Helsinki       | Boxen          | Mittelgewicht                      |
| George Estman Robert Fowler Thomas Shardelow Jimmy Swift                    | 1952 Helsinki       | Radsport       | Mannschaftsverfolgung              |
| Raymond Robinson Thomas Shardelow                                           | 1952 Helsinki       | Radsport       | Tandem                             |
| Daan Bekker                                                                 | 1960 Rom            | Boxen          | Schwergewicht                      |
| Elana Meyer                                                                 | 1992 Barcelona      | Leichtathletik | 10.000 Meter                       |
| Wayne Ferreira Piet Norval                                                  | 1992 Barcelona      | Tennes         | Herren Doppel                      |
| Hezekiél Sepeng                                                             | 1996 Atlanta        | Leichtathletik | 800 Meter                          |
| Hestrie Cloete                                                              | 2000 Sydney         | Leichtathletik | Hochsprung                         |
| Terence Parkin                                                              | 2000 Sydney         | Schwimmen      | 200 Meter Brust                    |
| Hestrie Cloete                                                              | 2004 Athen          | Leichtathletik | Hochsprung                         |
| Mbulaeni Mulaudzi                                                           | 2004 Athen          | Leichtathletik | 800 Meter                          |
| Roland Schoeman                                                             | 2004 Athen          | Schwimmen      | 100 Meter Freistil                 |
| Godfrey Khotso Mokoena                                                      | 2008 Peking         | Leichtathletik | Weitsprung                         |
| Chad le Clos                                                                | 2012 London         | Schwimmen      | 100 Meter Delphin                  |
| Luvo Manyonga                                                               | 2016 Rio de Janeiro | Leichtathletik | Weitsprung                         |
| Sunette Viljoen                                                             | 2016 Rio de Janeiro | Leichtathletik | Speerwurf                          |
| Chad le Clos                                                                | 2016 Rio de Janeiro | Schwimmen      | 200 Meter Freistil                 |
| Chad le Clos                                                                | 2016 Rio de Janeiro | Schwimmen      | 100 Meter Delphin                  |
| Cameron van der Burgh                                                       | 2016 Rio de Janeiro | Schwimmen      | 100 Meter Brust                    |
| Lawrence Brittain Shaun Keeling                                             | 2016 Rio de Janeiro | Rudern         | Zweier ohne                        |
| Tatjana Schoenmaker                                                         | 2020 Tokio          | Schwimmen      | 100 Meter Brust                    |
| Bianca Buitendag                                                            | 2020 Tokio          | Surfen         | Shortboard                         |
| Tatjana Smith                                                               | 2024 Paris          | Schwimmen      | 200 Meter Brust                    |
| Jo-Ane van Dyk                                                              | 2024 Paris          | Leichtathletik | Speerwurf                          |
| Shaun Maswanganyi Bradley Nkoana Akani Simbine Bayanda Walaza               | 2024 Paris          | Leichtathletik | 4 × 100 Meter                      |

### Bronzemedaillen
| Name | Spiele              | Sportart       | Disziplin              |
| --- | ------------------- | -------------- | ---------------------- |
| Bevil Rudd | 1920 Antwerpen      | Leichtathletik | 800 Meter              |
| James Walker William Smith Henry Kaltenbrunn Harry Goosen | 1920 Antwerpen      | Radsport       | Mannschaftsverfolgung  |
| Charles Winslow | 1920 Antwerpen      | Tennis         | Herren Einzel          |
| Cecil McMaster | 1924 Paris          | Leichtathletik | 10.000 m Gehen         |
| Harry Isaacs | 1928 Amsterdam      | Boxen          | Bantamgewicht          |
| Mary Bedford Rhoda Rennie Kathleen Russell Frederika van der Goes | 1928 Amsterdam      | Schwimmen      | 4 × 100 Meter Freistil |
| Marjorie Clark | 1932 Los Angeles    | Leichtathletik | 80 Meter Hürden        |
| Ernest Peirce | 1932 Los Angeles    | Boxen          | Mittelgewicht          |
| Jenny Maakal | 1932 Los Angeles    | Schwimmen      | 400 Meter Freistil     |
| John Arthur | 1948 London         | Boxen          | Schwergewicht          |
| Willie Toweel | 1952 Helsinki       | Boxen          | Fliegengewicht         |
| Leonard Leisching | 1952 Helsinki       | Boxen          | Federgewicht           |
| Andries Nieman | 1952 Helsinki       | Boxen          | Schwergewicht          |
| Raymond Robinson | 1952 Helsinki       | Radsport       | 1000-Meter-Zeitfahren  |
| Henry Loubscher | 1956 Melbourne      | Boxen          | Halbweltergewicht      |
| Daan Bekker | 1956 Melbourne      | Boxen          | Schwergewicht          |
| Jimmy Swift | 1956 Melbourne      | Radsport       | 1000-Meter-Zeitfahren  |
| Moira Abernethy Jeanette Myburgh Natalie Myburgh Susan Roberts | 1956 Melbourne      | Schwimmen      | 4 × 100 Meter Freistil |
| Malcolm Spence | 1960 Rom            | Leichtathletik | 400 Meter              |
| William Meyers | 1960 Rom            | Boxen          | Federgewicht           |
| Marianne Kriel | 1996 Atlanta        | Schwimmen      | 100 Meter Rücken       |
| Llewellyn Herbert | 2000 Sydney         | Leichtathletik | 400 Meter Hürden       |
| Frantz Kruger | 2000 Sydney         | Leichtathletik | Diskuswurf             |
| Penelope Heyns | 2000 Sydney         | Schwimmen      | 100 Meter Brust        |
| Roland Schoeman | 2004 Athen          | Schwimmen      | 50 Meter Freistil      |
| Donovan Cech Ramon di Clemente | 2004 Athen          | Rudern         | Zweier ohne            |
| Bridgitte Hartley | 2012 London         | Kanusport      | K 1 500 Meter          |
| Henri Schoeman | 2016 Rio de Janeiro | Triathlon      | Olympische Distanz     |
| Cecil Afrika Tim Agaba Kyle Brown Juan de Jongh Justin Geduld Werner Kok Cheslin Kolbe Dylan Sage Seabelo Senatla Kwagga Smith Philip Snyman Rosko Specman                                       | 2016 Rio de Janeiro | 7er-Rugby      | Männerturnier          |
| Alan Hatherly | 2024 Paris          | Radsport       | Mountainbike           |
| Christie Grobbelaar Ryan Oosthuizen Impi Visser Zain Davids Quewin Nortje Tiaan Pretorius Shaun Williams Selvyn Davids Tristan Leyds Rosko Specman Siviwe Soyizwapi Shilton van Wyk Ronald Brown | 2024 Paris          | 7er-Rugby      | Männerturnier          |

## Medaillen nach Sportart
| Sportart       | Gold | Silber | Bronze | Gesamt |
| -------------- | ---- | ------ | ------ | ------ |
| Leichtathletik | 9    | 15     | 6      | 30     |
| Schwimmen      | 8    | 8      | 6      | 22     |
| Boxen          | 6    | 4      | 9      | 19     |
| Tennis         | 3    | 2      | 1      | 6      |
| Radsport       | 1    | 4      | 4      | 9      |
| Rudern         | 1    | 1      | 1      | 3      |
| Schießen       | 0    | 1      | 0      | 1      |
| Surfen         | 0    | 1      | 0      | 1      |
| 7er-Rugby      | 0    | 0      | 2      | 2      |
| Kanusport      | 0    | 0      | 1      | 1      |
| Triathlon      | 0    | 0      | 1      | 1      |
| Gesamt         | 28   | 36     | 31     | 95     |